# Europees kampioenschap voetbal onder 21 - 2021 (kwalificatie)
De kwalificatiewedstrijden voor het Europees kampioenschap voetbal onder 21 werden tussen 20 maart 2019 en 18 november 2020 gespeeld. Hierbij konden 14 teams zich plaatsen voor deelname aan het hoofdtoernooi, waarvoor gastlanden Hongarije en Slovenië zich al automatisch hadden geplaatst.
Behalve Hongarije en Slovenië deden alle overige 53 landen die bij de UEFA aangesloten zijn mee aan de kwalificatiewedstrijden. Spelers die op of na 1 januari 1998 geboren waren, waren speelgerechtigd.

## Gekwalificeerde teams
| Team        | Reden van Kwalificatie | Datum van Kwalificatie | Aantal deelnames                | Laatste deelname | Beste resultaat                         |
| ----------- | ---------------------- | ---------------------- | ------------------------------- | ---------------- | --------------------------------------- |
| Hongarije   | Gastland               | 3 december 2018        | 5e                              | 1996             | Halve finale (1986)                     |
| Slovenië    | Gastland               | 3 december 2018        | 1e                              | Debuut           | Debuut                                  |
| Italië      | Winnaar groep 1        | 15 november 2020       | 21e                             | 2019             | Kampioen (1992, 1994, 1996, 2000, 2004) |
| Frankrijk   | Winnaar groep 2        | 12 november 2020       | 10e                             | 2019             | Kampioen (1988)                         |
| Engeland    | Winnaar groep 3        | 13 oktober 2020        | 16e                             | 2009             | Kampioen (1982, 1984)                   |
| Tsjechië    | Winnaar groep 4        | 17 november 2020       | 8e (14e incl. Tsjechoslowakije) | 2017             | Kampioen (2002)                         |
| Rusland     | Winnaar groep 5        | 13 oktober 2020        | 4e (7e incl. Sovjet-Unie)       | 2013             | Kampioen (1980, 1990)                   |
| Spanje      | Winnaar groep 6        | 13 oktober 2020        | 15e                             | 2019             | Kampioen (1986, 1998, 2011, 2013, 2019) |
| Nederland   | Winnaar groep 7        | 13 oktober 2020        | 9e                              | 2013             | Kampioen (2006, 2007)                   |
| Denemarken  | Winnaar groep 8        | 13 oktober 2020        | 9e                              | 2019             | Halve finale (1992, 2015)               |
| Duitsland   | Winnaar groep 9        | 17 november 2020       | 13e                             | 2019             | Kampioen (2009, 2017)                   |
| Portugal    | Beste nummer 2         | 15 november 2020       | 9e                              | 2017             | Runner-up (1994, 2015)                  |
| Kroatië     | Beste nummer 2         | 17 november 2020       | 4e                              | 2019             | Groepfase (2000, 2004, 2014)            |
| Roemenië    | Beste nummer 2         | 17 november 2020       | 3e                              | 2019             | Halve finale (2019)                     |
| IJsland     | Beste nummer 2         | 24 november 2020       | 2e                              | 2011             | Groepfase (2011)                        |
| Zwitserland | Beste nummer 2         | 13 oktober 2020        | 4e                              | 2011             | Runner-up (2011)                        |

## Opzet
Het kwalificatietoernooi bestond uit twee rondes.
- Groepsfase (10 plekken): Aan deze ronde deden 53 landen mee en zij werden verdeeld in negen groepen, er waren acht groepen met zes landen, en er was één groep met vijf landen. Ieder land speelde een uit- en thuiswedstrijd tegen een ander land. De groepswinnaars en de beste nummers twee kwalificeerden zich voor het hoofdtoernooi.
- Play-offs (4 plekken): De overige acht nummers twee speelden in de play-offs. Twee landen werden aan elkaar gekoppeld en speelden een uit- en thuiswedstrijd tegen elkaar. De winnaar kwalificeerde zich voor het hoofdtoernooi.

Op 17 maart 2020 kondigde de UEFA aan dat alle wedstrijden van die maand werden uitgesteld, vanwege de COVID-19-pandemie in Europa. Op 17 juni 2020 kondigde de UEFA aan dat de play-offs zouden worden geannuleerd. In plaats daarvan zouden de negen groepswinnaars en de vijf beste nummers twee (resultaten tegen de nummers zes niet meegeteld) zich plaatsen voor het hoofdtoernooi.

### Beslissingscriteria
In de groepsfase werden de teams gerangschikt op basis van het aantal behaalde punten volgens het driepuntensysteem (3 punten voor een overwinning, 1 punt voor een gelijkspel, 0 punten bij verlies). Wanneer één of meerdere teams gelijk stonden, werd gekeken naar de volgende criteria:
1. Het aantal behaalde punten in onderlinge wedstrijden tussen de gelijke teams;
2. Doelsaldo in onderlinge wedstrijden tussen de gelijke teams;
3. Aantal gescoorde doelpunten in onderlinge wedstrijden tussen de gelijke teams;
4. Aantal gescoorde uitdoelpunten in onderlinge wedstrijden tussen de gelijke teams;

Wanneer er nog geen onderling verschil is na bovenstaande criteria, werd gekeken naar de volgende criteria:
1. Het doelsaldo in alle groepswedstrijden;
2. Aantal gescoorde doelpunten in alle groepswedstrijden;
3. Aantal gescoorde uitdoelpunten in alle groepswedstrijden;
4. Winst in alle groepswedstrijden;
5. Uitoverwinningen in alle groepswedstrijden;
6. Disciplinaire punten (rode kaart = 3 punten, gele kaart = 1 punt, uitsluiting voor twee gele kaarten in één wedstrijd = 3 punten);
7. Positie op de UEFA-coëfficiëntenranglijst voor de loting van de kwalificatiegroepsfase.

### Gevolgen van de coronapandemie
Vanwege de uitbraak van het coronavirus in Europa besloot het Uitvoerend Comité van de UEFA op 28 augustus 2020 om de volgende regels op te stellen:
- Als een team vanwege positieve coronatesten niet minimaal 13 spelers (waarvan één keeper) kan opstellen en de wedstrijd niet kan worden verplaatst naar een andere datum, krijgt het team dat verantwoordelijk kan worden gehouden voor het niet doorgaan van de wedstrijd een reglementaire 0-3 nederlaag opgelegd.
- Als de UEFA tot de conclusie komt dat beide of geen van beide teams verantwoordelijk kan worden gehouden voor het niet doorgaan van de wedstrijd, wordt de uitslag van de wedstrijd bepaald middels een loting. Hierbij kan een 1-0 thuisoverwinning, 0-1 uitoverwinning of 0-0 gelijkspel uitkomen. De loting wordt dan gehouden door de administratie van de UEFA.

## Speeldata
Alle kwalificatiewedstrijden werden gespeeld op de vastgestelde data van de internationale FIFA kalender. Oorspronkelijk zouden de kwalificatiewedstrijden op 13 oktober 2020 eindigen, maar dit werd verschoven naar 18 november 2020 vanwege de uitgestelde wedstrijden in maart 2020. De play-offs, welke gepland stonden tussen 9 en 17 november 2020, werden geannuleerd.

## Groepsfase

### Loting
De loting voor de groepsfase vond op 11 december om 09.00 (UTC+1) plaats op het hoofdkantoor van de UEFA in Nyon, Zwitserland.
Op basis van de UEFA-coëfficiëntenrangschikking werden de teams ingedeeld. Hun positie werd volgens onderstaande criteria berekend:
- Resultaten op het EK onder 21 in 2015 en de kwalificatiewedstrijden daarvan (20%).
- Resultaten op het EK onder 21 in 2017 en de kwalificatiewedstrijden daarvan (40%).
- Resultaten in de kwalificatiewedstrijden van het EK onder 21 in 2019 (40%).

Elke groep bevatte één team uit de potten A tot F, bij een groep van vijf landen waren dit de potten A tot E. Wegens politieke redenen konden Spanje en Gibraltar en Servië en Kosovo niet bij elkaar in dezelfde groep worden geloot.
| Land      |
| --------- |
| Hongarije |
| Slovenië  |

| Land       |
| ---------- |
| Duitsland  |
| Engeland   |
| Spanje     |
| Portugal   |
| Denemarken |
| Frankrijk  |
| Italië     |
| Servië     |
| Kroatië    |

| Land       |
| ---------- |
| Oostenrijk |
| Zweden     |
| België     |
| Slowakije  |
| Polen      |
| Roemenië   |
| Tsjechië   |
| Nederland  |
| Israël     |

| Land        |
| ----------- |
| Griekenland |
| Oekraïne    |
| Noorwegen   |
| Rusland     |
| Turkije     |
| IJsland     |
| Wales       |
| Zwitserland |
| Montenegro  |

| Land                  |
| --------------------- |
| Bulgarije             |
| Finland               |
| Ierland               |
| Georgië               |
| Kosovo                |
| Schotland             |
| Noord-Macedonië       |
| Wit-Rusland           |
| Bosnië en Herzegovina |

| Land          |
| ------------- |
| Noord-Ierland |
| Albanië       |
| Moldavië      |
| Litouwen      |
| Kazachstan    |
| Letland       |
| Azerbeidzjan  |
| Armenië       |
| Cyprus        |

| Land          |
| ------------- |
| Luxemburg     |
| Malta         |
| Estland       |
| Faeröer       |
| Gibraltar     |
| Andorra       |
| San Marino    |
| Liechtenstein |

Vetgedrukte landen kwalificeerden zich voor het hoofdtoernooi.

### Groepen

#### Groep 1
| Pos | Team      | Wed | W | G | V | Ptn | DV | DT | +/− | Kwalificatie                 |       | Vlag van Italië | Vlag van IJsland | Vlag van Ierland | Vlag van Zweden | Vlag van Armenië | Vlag van Luxemburg |
| --- | --------- | --- | - | - | - | --- | -- | -- | --- | ---------------------------- | ----- | --------------- | ---------------- | ---------------- | --------------- | ---------------- | ------------------ |
| 1   | Italië    | 10  | 8 | 1 | 1 | 25  | 27 | 5  | +22 | Geplaatst voor hoofdtoernooi |       |                 | 3 – 0            | 2 – 0            | 4 – 1           | 6 – 0            | 5 – 0              |
| 2   | IJsland   | 10  | 7 | 0 | 3 | 21  | 19 | 12 | +7  | Geplaatst voor hoofdtoernooi |       | 1 – 2           |                  | 1 – 0            | 1 – 0           | 6 – 1            | 3 – 0              |
| 3   | Ierland   | 10  | 6 | 1 | 3 | 19  | 15 | 8  | +7  |                              |       | 0 – 0           | 1 – 2            |                  | 4 – 1           | 1 – 0            | 3 – 0              |
| 4   | Zweden    | 10  | 6 | 0 | 4 | 18  | 31 | 12 | +19 |                              | 3 – 0 | 5 – 0           | 1 – 3            |                  | 10 – 0          | 4 – 0            |                    |
| 5   | Armenië   | 10  | 1 | 0 | 9 | 3   | 4  | 33 | −29 |                              | 0 – 1 | 0 – 3           | 0 – 1            | 0 – 3            |                 | 2 – 0            |                    |
| 6   | Luxemburg | 10  | 1 | 0 | 9 | 3   | 3  | 29 | −26 |                              | 0 – 4 | 0 – 2           | 1 – 2            | 0 – 3            | 2 – 1           |                  |                    |

1. 1 2  Gerangschikt op onderling doelsaldo: Armenië +1, Luxemburg −1.
2. ↑  De wedstrijd tussen Armenië en IJsland werd afgelast, vanwege positieve coronatesten bij het Armeense team. Hierdoor kreeg IJsland een reglementaire 3 – 0 overwinning toegewezen.[9]
3. ↑  De wedstrijd tussen Armenië en Zweden werd afgelast, vanwege positieve coronatesten bij het Armeense team. Hierdoor kreeg Zweden een reglementaire 3 – 0 overwinning toegewezen.[9]

|                           |                            |         |           |                                                                                  |
| 24 maart 2019 17.00 (UTC) | Ierland                    | 3 – 0   | Luxemburg | Tallaght Stadium, Dublin Toeschouwers: 4.772 Scheidsrechter: Timotheos Christofi |
| 24 maart 2019 17.00 (UTC) | Idah 34', 68' Farrugia 38' | Verslag |           | Tallaght Stadium, Dublin Toeschouwers: 4.772 Scheidsrechter: Timotheos Christofi |

|                              |                                                          |         |           |                                                                                  |
| 6 september 2019 17.00 (UTC) | IJsland                                                  | 3 – 0   | Luxemburg | Víkingsvöllur, Reykjavik Toeschouwers: 412 Scheidsrechter: Aleksandrs Anufrijevs |
| 6 september 2019 17.00 (UTC) | Guðjohnsen 48' (pen.) Þorsteinsson 58' W. Willumsson 63' | Verslag |           | Víkingsvöllur, Reykjavik Toeschouwers: 412 Scheidsrechter: Aleksandrs Anufrijevs |

|                                |             |         |         |                                                                            |
| 6 september 2019 20.00 (UTC+1) | Ierland     | 1 – 0   | Armenië | Tallaght Stadium, Dublin Toeschouwers: 3.658 Scheidsrechter: Fyodor Zammit |
| 6 september 2019 20.00 (UTC+1) | Parrott 31' | Verslag |         | Tallaght Stadium, Dublin Toeschouwers: 3.658 Scheidsrechter: Fyodor Zammit |

|                              |                                                                                            |         |                                    |                                                                       |
| 9 september 2019 17.00 (UTC) | IJsland                                                                                    | 6 – 1   | Armenië                            | Víkingsvöllur, Reykjavik Toeschouwers: 335 Scheidsrechter: Igor Pajač |
| 9 september 2019 17.00 (UTC) | W. Willumsson 30' Ólafsson 34' Þorsteinsson 40' Jónsson 74' Leifsson 76' B. Willumsson 80' | Verslag | 60' Melkonjan 33', 71' Koerbashjan | Víkingsvöllur, Reykjavik Toeschouwers: 335 Scheidsrechter: Igor Pajač |

|                                 |                                                                            |         |           | |
| 10 september 2019 18.30 (UTC+2) | Italië                                                                     | 5 – 0   | Luxemburg | Stadio Teofilo Patini, Castel di Sangro Toeschouwers: 5.000 Scheidsrechter: Peter Kjærsgaard-Andersen |
| 10 september 2019 18.30 (UTC+2) | Locatelli 9' (pen.) Kean 37' (pen.) Sottil 62' Tumminello 68' Scamacca 77' | Verslag |           | Stadio Teofilo Patini, Castel di Sangro Toeschouwers: 5.000 Scheidsrechter: Peter Kjærsgaard-Andersen |

|                                 |              |         |                                  |                                                                             |
| 10 september 2019 18.30 (UTC+2) | Zweden       | 1 – 3   | Ierland                          | Guldfågeln Arena, Kalmar Toeschouwers: 4.078 Scheidsrechter: Rade Obrenovič |
| 10 september 2019 18.30 (UTC+2) | Svanberg 19' | Verslag | 69', 90+2' Parrott 87' Masterson | Guldfågeln Arena, Kalmar Toeschouwers: 4.078 Scheidsrechter: Rade Obrenovič |

|                               |                  |         |          |                                                                               |
| 10 oktober 2019 20.05 (UTC+1) | Ierland          | 0 – 0   | Italië   | Tallaght Stadium, Dublin Toeschouwers: 7.231 Scheidsrechter: Sascha Stegemann |
| 10 oktober 2019 20.05 (UTC+1) | Parrott 12', 64' | Verslag | 64' Kean | Tallaght Stadium, Dublin Toeschouwers: 7.231 Scheidsrechter: Sascha Stegemann |

|                               |                                |         |           |                                                                              |
| 11 oktober 2019 15.00 (UTC+4) | Armenië                        | 2 – 0   | Luxemburg | Stadsstadion, Gjoemri Toeschouwers: 2.550 Scheidsrechter: Sebastian Gishamer |
| 11 oktober 2019 15.00 (UTC+4) | R. Mkrtchjan 56' Danieljan 86' | Verslag | 41' Kips  | Stadsstadion, Gjoemri Toeschouwers: 2.550 Scheidsrechter: Sebastian Gishamer |

|                               |                                                                             |         |         |                                                                          |
| 12 oktober 2019 15.45 (UTC+2) | Zweden                                                                      | 5 – 0   | IJsland | Olympia, Helsingborg Toeschouwers: 1.832 Scheidsrechter: Lawrence Visser |
| 12 oktober 2019 15.45 (UTC+2) | Svanberg 22' Gyökeres 38' Leifsson 51' (e.d.) Kulusevski 60' Erlingmark 75' | Verslag |         | Olympia, Helsingborg Toeschouwers: 1.832 Scheidsrechter: Lawrence Visser |

|                               |         |         |              |                                                                                 |
| 14 oktober 2019 20.30 (UTC+4) | Armenië | 0 – 1   | Italië       | Armeense Voetbalacademie, Jerevan Toeschouwers: 720 Scheidsrechter: Ádám Farkas |
| 14 oktober 2019 20.30 (UTC+4) |         | Verslag | 20' Scamacca | Armeense Voetbalacademie, Jerevan Toeschouwers: 720 Scheidsrechter: Ádám Farkas |

|                             |                       |         |                   |                                                                            |
| 15 oktober 2019 15.00 (UTC) | IJsland               | 1 – 0   | Ierland           | Víkingsvöllur, Reykjavik Toeschouwers: 228 Scheidsrechter: Dumitru Muntean |
| 15 oktober 2019 15.00 (UTC) | Guðjohnsen 29' (pen.) | Verslag | 28', 89' O'Connor | Víkingsvöllur, Reykjavik Toeschouwers: 228 Scheidsrechter: Dumitru Muntean |

|                               |           |         |                                        | |
| 15 oktober 2019 19.00 (UTC+2) | Luxemburg | 0 – 3   | Zweden                                 | Stade Municipal de la Ville de Differdange, Differdange Toeschouwers: 0 Scheidsrechter: Gal Leibovitz |
| 15 oktober 2019 19.00 (UTC+2) |           | Verslag | 22' (pen.) Kulusevski 32', 42' Larsson | Stade Municipal de la Ville de Differdange, Differdange Toeschouwers: 0 Scheidsrechter: Gal Leibovitz |

|                                |         |         |                          |                                                                                   |
| 14 november 2019 16.00 (UTC+4) | Armenië | 0 – 1   | Ierland                  | Armeense Voetbalacademie, Jerevan Toeschouwers: 270 Scheidsrechter: Antti Munukka |
| 14 november 2019 16.00 (UTC+4) |         | Verslag | 63' Elbouzedi 76' O'Shea | Armeense Voetbalacademie, Jerevan Toeschouwers: 270 Scheidsrechter: Antti Munukka |

|                                |                             |         |         |                                                                                |
| 16 november 2019 18.30 (UTC+1) | Italië                      | 3 – 0   | IJsland | Stadio Paolo Mazza, Ferrara Toeschouwers: 4.129 Scheidsrechter: Horațiu Feșnic |
| 16 november 2019 18.30 (UTC+1) | Sottil 32' Cutrone 84', 90' | Verslag |         | Stadio Paolo Mazza, Ferrara Toeschouwers: 4.129 Scheidsrechter: Horațiu Feșnic |

|                                |                                                                      |         |         |                                                                                         |
| 19 november 2019 21.00 (UTC+1) | Italië                                                               | 6 – 0   | Armenië | Stadio Angelo Massimino, Catania Toeschouwers: 2.700 Scheidsrechter: Stéphanie Frappart |
| 19 november 2019 21.00 (UTC+1) | Kean 15', 41' Pinamonti 25' Zanellato 53' Scamacca 57' Del Prato 66' | Verslag |         | Stadio Angelo Massimino, Catania Toeschouwers: 2.700 Scheidsrechter: Stéphanie Frappart |

|                              |                                                 |         |              |                                                                         |
| 19 november 2019 20.00 (UTC) | Ierland                                         | 4 – 1   | Zweden       | Tallaght Stadium, Dublin Toeschouwers: 2.760 Scheidsrechter: Karim Abed |
| 19 november 2019 20.00 (UTC) | O'Connor 50' Idah 63' Parrott 73' Elbouzedi 87' | Verslag | 18' Gyökeres | Tallaght Stadium, Dublin Toeschouwers: 2.760 Scheidsrechter: Karim Abed |

|                              |                |         |              |                                                                     |
| 4 september 2020 16.30 (UTC) | IJsland        | 1 – 0   | Zweden       | Víkingsvöllur, Reykjavik Toeschouwers: 0 Scheidsrechter: Pavel Orel |
| 4 september 2020 16.30 (UTC) | Guðjohnsen 65' | Verslag | 61' Gyokeres | Víkingsvöllur, Reykjavik Toeschouwers: 0 Scheidsrechter: Pavel Orel |

|                                |                             |         |                                                       |                                                                                      |
| 8 september 2020 17.00 (UTC+1) | Luxemburg                   | 2 – 1   | Armenië                                               | Stade de la Frontière, Esch-sur-Alzette Toeschouwers: 0 Scheidsrechter: Juxhin Xhaja |
| 8 september 2020 17.00 (UTC+1) | Korac 37' Avdusinovic 90+4' | Verslag | 24' Harutjunjan 70', 83' Kocharjan 89', 89' Grigorjan | Stade de la Frontière, Esch-sur-Alzette Toeschouwers: 0 Scheidsrechter: Juxhin Xhaja |

|                                |                                  |         |        |                                                                       |
| 8 september 2020 18.30 (UTC+1) | Zweden                           | 3 – 0   | Italië | Guldfågeln Arena, Kalmar Toeschouwers: 0 Scheidsrechter: Luís Godinho |
| 8 september 2020 18.30 (UTC+1) | Almqvist 12', 29' Henriksson 51' | Verslag |        | Guldfågeln Arena, Kalmar Toeschouwers: 0 Scheidsrechter: Luís Godinho |

|                              |                                                  |         |            |                                                                                |
| 9 oktober 2020 18.30 (UTC+1) | Zweden                                           | 4 – 0   | Luxemburg  | Olympia, Helsingborg Toeschouwers: 0 Scheidsrechter: Christian-Petru Ciochirca |
| 9 oktober 2020 18.30 (UTC+1) | Karlsson 22' (pen.), 33' Svensson 31' Beijmo 71' | Verslag | 19' Dublin | Olympia, Helsingborg Toeschouwers: 0 Scheidsrechter: Christian-Petru Ciochirca |

|                               |                        |         |         |                                                                                                 |
| 13 oktober 2020 17.00 (UTC+1) | Italië                 | 2 – 0   | Ierland | Stadio Arena Garibaldi-Romeo Anconetani, Pisa Toeschouwers: 0 Scheidsrechter: Krzysztof Jakubik |
| 13 oktober 2020 17.00 (UTC+1) | Sottil 43' Cutrone 62' | Verslag |         | Stadio Arena Garibaldi-Romeo Anconetani, Pisa Toeschouwers: 0 Scheidsrechter: Krzysztof Jakubik |

|                               |                 |         |                             |                                                                                           |
| 13 oktober 2020 17.00 (UTC+1) | Luxemburg       | 0 – 2   | IJsland                     | Emile Mayrischstadion, Esch-sur-Alzette Toeschouwers: 250 Scheidsrechter: Ondřej Pechanec |
| 13 oktober 2020 17.00 (UTC+1) | Medina 53', 62' | Verslag | 30' Ólafsson 32' Guðjohnsen | Emile Mayrischstadion, Esch-sur-Alzette Toeschouwers: 250 Scheidsrechter: Ondřej Pechanec |

|                               | |         |         |                                                                              |
| 13 oktober 2020 18.30 (UTC+1) | Zweden                                                                                                 | 10 – 0  | Armenië | Arena Lublin, Lublin (Polen) Toeschouwers: 0 Scheidsrechter: Milovan Milačić |
| 13 oktober 2020 18.30 (UTC+1) | Karlsson 32' (pen.), 41' (pen.), 44' Ingelsson 57' Abraham 68', 90+2' Hansson 77', 82', 90+3' Sarr 88' | Verslag |         | Arena Lublin, Lublin (Polen) Toeschouwers: 0 Scheidsrechter: Milovan Milačić |

|                              |                   |         |                 |                                                                               |
| 12 november 2020 13.15 (UTC) | IJsland           | 1 – 2   | Italië          | Víkingsvöllur, Reykjavik Toeschouwers: 0 Scheidsrechter: Ioannis Papadopoulos |
| 12 november 2020 13.15 (UTC) | W. Willumsson 63' | Verslag | 35', 88' Pobega | Víkingsvöllur, Reykjavik Toeschouwers: 0 Scheidsrechter: Ioannis Papadopoulos |

|                                |         |                    |        |                                                                             |
| 13 november 2020 17.00 (UTC+2) | Armenië | 0 – 3 Reglementair | Zweden | Antonis Papadopoulosstadion, Larnaca (Cyprus) Scheidsrechter: Marcel Bîrsan |
| 13 november 2020 17.00 (UTC+2) | Verslag |                    |        | Antonis Papadopoulosstadion, Larnaca (Cyprus) Scheidsrechter: Marcel Bîrsan |

|                              |                                 |         |                                    |                                                                                |
| 15 november 2020 12.30 (UTC) | Ierland                         | 1 – 2   | IJsland                            | Tallaght Stadium, Dublin Toeschouwers: 0 Scheidsrechter: Juan Martínez Munuera |
| 15 november 2020 12.30 (UTC) | Leifsson 75' (e.d.) Collins 88' | Verslag | 25' Guðjohnsen Ingimundarson 90+3' | Tallaght Stadium, Dublin Toeschouwers: 0 Scheidsrechter: Juan Martínez Munuera |

|                                |           |         |                                               | |
| 15 november 2020 17.30 (UTC+1) | Luxemburg | 0 – 4   | Italië                                        | Stade Municipal de la Ville de Differdange, Differdange Toeschouwers: 100 Scheidsrechter: Matthew De Gabriele |
| 15 november 2020 17.30 (UTC+1) |           | Verslag | 15', 29' Scamacca 56' Pinamonti 66' Marchizza | Stade Municipal de la Ville de Differdange, Differdange Toeschouwers: 100 Scheidsrechter: Matthew De Gabriele |

|                                |                                           |         |              |                                                                                              |
| 18 november 2020 17.30 (UTC+1) | Italië                                    | 4 – 1   | Zweden       | Stadio Arena Garibaldi-Romeo Anconetani, Pisa Toeschouwers: 0 Scheidsrechter: Stuart Attwell |
| 18 november 2020 17.30 (UTC+1) | Maleh 27' Raspadori 48', 61' Scamacca 68' | Verslag | 50' Karlsson | Stadio Arena Garibaldi-Romeo Anconetani, Pisa Toeschouwers: 0 Scheidsrechter: Stuart Attwell |

|                                |         |                    |         |                                               |
| 18 november 2020 18.30 (UTC+2) | Armenië | 0 – 3 Reglementair | IJsland | Antonis Papadopoulosstadion, Larnaca (Cyprus) |
| 18 november 2020 18.30 (UTC+2) | Verslag |                    |         | Antonis Papadopoulosstadion, Larnaca (Cyprus) |

|                                |                                  |         |                       |                                                                                         |
| 18 november 2020 17.30 (UTC+1) | Luxemburg                        | 1 – 2   | Ierland               | Stade rue Henri Dunant, Beggen Toeschouwers: 0 Scheidsrechter: Kaarlo Oskari Hämäläinen |
| 18 november 2020 17.30 (UTC+1) | Avdusinovic 84' Korac 51', 90+2' | Verslag | 35' Kayode 65' Lennon | Stade rue Henri Dunant, Beggen Toeschouwers: 0 Scheidsrechter: Kaarlo Oskari Hämäläinen |

#### Groep 2
| Pos | Team          | Wed | W | G | V | Ptn | DV | DT | +/− | Kwalificatie                 |       | Vlag van Frankrijk | Vlag van Zwitserland | Vlag van Georgië | Vlag van Slowakije | Vlag van Azerbeidzjan | Vlag van Liechtenstein |
| --- | ------------- | --- | - | - | - | --- | -- | -- | --- | ---------------------------- | ----- | ------------------ | -------------------- | ---------------- | ------------------ | --------------------- | ---------------------- |
| 1   | Frankrijk     | 10  | 9 | 0 | 1 | 27  | 32 | 10 | +22 | Geplaatst voor hoofdtoernooi |       |                    | 3 – 1                | 3 – 2            | 1 – 0              | 5 – 0                 | 5 – 0                  |
| 2   | Zwitserland   | 10  | 9 | 0 | 1 | 27  | 26 | 8  | +18 | Geplaatst voor hoofdtoernooi |       | 3 – 1              |                      | 2 – 1            | 4 – 1              | 2 – 1                 | 3 – 0                  |
| 3   | Georgië       | 10  | 5 | 0 | 5 | 15  | 17 | 14 | +3  |                              |       | 0 – 2              | 0 – 3                |                  | 2 – 1              | 1 – 0                 | 4 – 0                  |
| 4   | Slowakije     | 10  | 4 | 0 | 6 | 12  | 22 | 21 | +1  |                              | 3 – 5 | 1 – 2              | 3 – 2                |                  | 2 – 1              | 6 – 0                 |                        |
| 5   | Azerbeidzjan  | 10  | 2 | 0 | 8 | 6   | 6  | 18 | −12 |                              | 1 – 2 | 0 – 1              | 0 – 3                | 2 – 1            |                    | 1 – 0                 |                        |
| 6   | Liechtenstein | 10  | 1 | 0 | 9 | 3   | 3  | 35 | −32 |                              | 0 – 5 | 0 – 5              | 0 – 2                | 2 – 4            | 1 – 0              |                       |                        |

|                           |                  |         |              |                                                                                |
| 6 juni 2019 19.00 (UTC+2) | Liechtenstein    | 1 – 0   | Azerbeidzjan | Sportpark Eschen/Mauren, Eschen Toeschouwers: 323 Scheidsrechter: Tim Marshall |
| 6 juni 2019 19.00 (UTC+2) | Frick 10' (pen.) | Verslag |              | Sportpark Eschen/Mauren, Eschen Toeschouwers: 323 Scheidsrechter: Tim Marshall |

|                                |                                                            |         |               |                                                                                    |
| 5 september 2019 19.00 (UTC+4) | Georgië                                                    | 4 – 0   | Liechtenstein | Tengiz Boerdzjanadzestadion, Gori Toeschouwers: 2.000 Scheidsrechter: Alex Troleis |
| 5 september 2019 19.00 (UTC+4) | Kavtaradze 30' Samoerkasovi 36' Arabidze 53' Boegridze 70' | Verslag |               | Tengiz Boerdzjanadzestadion, Gori Toeschouwers: 2.000 Scheidsrechter: Alex Troleis |

|                                |                    |         |           |                                                                       |
| 6 september 2019 20.30 (UTC+4) | Azerbeidzjan       | 2 – 1   | Slowakije | Dalğa Arena, Bakoe Toeschouwers: 274 Scheidsrechter: Dejan Jakimovski |
| 6 september 2019 20.30 (UTC+4) | Ekinjier 7', 90+3' | Verslag | 82' Tupta | Dalğa Arena, Bakoe Toeschouwers: 274 Scheidsrechter: Dejan Jakimovski |

|                                 |               |         |                                                        |                                                                           |
| 10 september 2019 18.30 (UTC+2) | Liechtenstein | 0 – 5   | Zwitserland                                            | Rheinparkstadion, Vaduz Toeschouwers: 774 Scheidsrechter: Paul McLaughlin |
| 10 september 2019 18.30 (UTC+2) |               | Verslag | 40', 49' Zeqiri 74' Ndoye 77' Okafor 90+3' Stojilković | Rheinparkstadion, Vaduz Toeschouwers: 774 Scheidsrechter: Paul McLaughlin |

|                                 |                 |         |                                           |                                                                      |
| 10 september 2019 20.30 (UTC+4) | Azerbeidzjan    | 0 – 3   | Georgië                                   | Dalğa Arena, Bakoe Toeschouwers: 357 Scheidsrechter: Laurent Kopriwa |
| 10 september 2019 20.30 (UTC+4) | Hacılı 26', 49' | Verslag | 45+3' Arveladze 73' Bugridze 84' Arabidze | Dalğa Arena, Bakoe Toeschouwers: 357 Scheidsrechter: Laurent Kopriwa |

|                              |                      |         |                                       |                                                                                                |
| 9 oktober 2019 18.00 (UTC+2) | Liechtenstein        | 2 – 4   | Slowakije                             | Sportpark Eschen/Mauren, Eschen Toeschouwers: 275 Scheidsrechter: Vilhjálmur Alvar Þórarinsson |
| 9 oktober 2019 18.00 (UTC+2) | Caglar 63' Frick 67' | Verslag | 8' Strelec 43' Bernát 68', 90+3' Herc | Sportpark Eschen/Mauren, Eschen Toeschouwers: 275 Scheidsrechter: Vilhjálmur Alvar Þórarinsson |

|                               |                                                  |         |              |                                                                             |
| 10 oktober 2019 21.00 (UTC+2) | Frankrijk                                        | 5 – 0   | Azerbeidzjan | Stade de l'Épopée, Calais Toeschouwers: 8.912 Scheidsrechter: António Nobre |
| 10 oktober 2019 21.00 (UTC+2) | Édouard 2', 36' Zagadou 40' Aouar 51' Nordin 76' | Verslag |              | Stade de l'Épopée, Calais Toeschouwers: 8.912 Scheidsrechter: António Nobre |

|                               |                        |         |              |                                                                                           |
| 11 oktober 2019 19.00 (UTC+2) | Zwitserland            | 2 – 1   | Georgië      | Stadion Schützenwiese, Winterthur Toeschouwers: 650 Scheidsrechter: Trustin Farrugia Cann |
| 11 oktober 2019 19.00 (UTC+2) | Vargas 57' Lotomba 83' | Verslag | 61' Arabidze | Stadion Schützenwiese, Winterthur Toeschouwers: 650 Scheidsrechter: Trustin Farrugia Cann |

|                               |              |         |             |                                                                                |
| 15 oktober 2019 20.00 (UTC+4) | Azerbeidzjan | 0 – 1   | Zwitserland | Kapital Bank Arena, Sumqayıt Toeschouwers: 1.517 Scheidsrechter: Novak Simović |
| 15 oktober 2019 20.00 (UTC+4) |              | Verslag | 33' Bajrami | Kapital Bank Arena, Sumqayıt Toeschouwers: 1.517 Scheidsrechter: Novak Simović |

|                               |                               |         |                                                   |                                                                                 |
| 15 oktober 2019 21.00 (UTC+2) | Slowakije                     | 3 – 5   | Frankrijk                                         | MOL Aréna, Dunajská Streda Toeschouwers: 2.603 Scheidsrechter: Donald Robertson |
| 15 oktober 2019 21.00 (UTC+2) | Strelec 5' Herc 52' Tupta 62' | Verslag | 3' Reine-Adélaïde 13' Aouar 23', 35', 81' Édouard | MOL Aréna, Dunajská Streda Toeschouwers: 2.603 Scheidsrechter: Donald Robertson |

|                                |              |         |               |                                                                                |
| 14 november 2019 18.00 (UTC+4) | Azerbeidzjan | 1 – 0   | Liechtenstein | Kapital Bank Arena, Sumqayıt Toeschouwers: 715 Scheidsrechter: Loukas Soteriou |
| 14 november 2019 18.00 (UTC+4) | Ekinjier 65' | Verslag |               | Kapital Bank Arena, Sumqayıt Toeschouwers: 715 Scheidsrechter: Loukas Soteriou |

|                                |                                              |         |                                  |                                                                                      |
| 15 november 2019 21.00 (UTC+1) | Frankrijk                                    | 3 – 2   | Georgië                          | Stade Marcel Picot, Tomblaine Toeschouwers: 11.798 Scheidsrechter: Christopher Jäger |
| 15 november 2019 21.00 (UTC+1) | Reine-Adélaïde 15', 54' Édouard 90+2' (pen.) | Verslag | 58' Kokhreidze 60' Kvaratschelia | Stade Marcel Picot, Tomblaine Toeschouwers: 11.798 Scheidsrechter: Christopher Jäger |

|                                |                                                  |         |                                                   |                                                                                |
| 18 november 2019 18.00 (UTC+1) | Slowakije                                        | 3 – 2   | Georgië                                           | Štadión pod Zoborom, Nitra Toeschouwers: 1.548 Scheidsrechter: Eldorjan Hamiti |
| 18 november 2019 18.00 (UTC+1) | Kolesár 28' Herc 52' Gamboš 66' Pokorný 73', 83' | Verslag | 8' Kutsia 25', 40' Lochoshvili 89' Spanderashvili | Štadión pod Zoborom, Nitra Toeschouwers: 1.548 Scheidsrechter: Eldorjan Hamiti |

|                                |                                   |         |                    |                                                                                     |
| 19 november 2019 19.00 (UTC+1) | Zwitserland                       | 3 – 1   | Frankrijk          | Stade de la Maladière, Neuchâtel Toeschouwers: 9.021 Scheidsrechter: Stuart Attwell |
| 19 november 2019 19.00 (UTC+1) | Guillemenot 44' Zeqiri 45+1', 53' | Verslag | 19' (pen.) Édouard | Stade de la Maladière, Neuchâtel Toeschouwers: 9.021 Scheidsrechter: Stuart Attwell |

|                                |         |         |                                             |                                                                                |
| 4 september 2020 21.00 (UTC+4) | Georgië | 0 – 2   | Frankrijk                                   | Tengiz Boerdzjanadzestadion, Gori Toeschouwers: 0 Scheidsrechter: Duje Strukan |
| 4 september 2020 21.00 (UTC+4) |         | Verslag | 37' (e.d.) Beriashvili 90+2' (pen.) Édouard | Tengiz Boerdzjanadzestadion, Gori Toeschouwers: 0 Scheidsrechter: Duje Strukan |

|                                |                                            |         |           | |
| 4 september 2020 19.00 (UTC+2) | Zwitserland                                | 4 – 1   | Slowakije | LIPO Park Schaffhausen, Schaffhausen Toeschouwers: 0 Scheidsrechter: Mads-Kristoffer Kristoffersen |
| 4 september 2020 19.00 (UTC+2) | Zeqiri 9' (pen.), 76' Okafor 36' Ndoye 70' | Verslag | 42' Tupta | LIPO Park Schaffhausen, Schaffhausen Toeschouwers: 0 Scheidsrechter: Mads-Kristoffer Kristoffersen |

|                                |              |         |                               |                                                                            |
| 7 september 2020 21.00 (UTC+4) | Azerbeidzjan | 1 – 2   | Frankrijk                     | Kapital Bank Arena, Sumqayıt Toeschouwers: 0 Scheidsrechter: Halis Özkahya |
| 7 september 2020 21.00 (UTC+4) | Bayramov 90' | Verslag | 25' (pen.) Édouard 83' Gouiri | Kapital Bank Arena, Sumqayıt Toeschouwers: 0 Scheidsrechter: Halis Özkahya |

|                                |               |         |                                                      |                                                                                   |
| 8 september 2020 17.00 (UTC+2) | Liechtenstein | 0 – 2   | Georgië                                              | Sportpark Eschen/Mauren, Eschen Toeschouwers: 0 Scheidsrechter: Dragomir Draganov |
| 8 september 2020 17.00 (UTC+2) |               | Verslag | 19' Spanderashvili 34' Samurkasovi 45' Mamardashvili | Sportpark Eschen/Mauren, Eschen Toeschouwers: 0 Scheidsrechter: Dragomir Draganov |

|                                |             |         |                                           |                                                                          |
| 8 september 2020 20.15 (UTC+2) | Slowakije   | 1 – 2   | Zwitserland                               | Štadión pod Zoborom, Nitra Toeschouwers: 0 Scheidsrechter: Keith Kennedy |
| 8 september 2020 20.15 (UTC+2) | Strelec 65' | Verslag | 70' Bajrami 87' (pen.) Zeqiri 90+2' Ndoye | Štadión pod Zoborom, Nitra Toeschouwers: 0 Scheidsrechter: Keith Kennedy |

|                              |                       |         |              |                                                                               |
| 8 oktober 2020 16.30 (UTC+2) | Slowakije             | 2 – 1   | Azerbeidzjan | Štadión pod Zoborom, Nitra Toeschouwers: 0 Scheidsrechter: Kristoffer Hagenes |
| 8 oktober 2020 16.30 (UTC+2) | Tupta 61' Mesík 90+4' | Verslag | 66' Çelik    | Štadión pod Zoborom, Nitra Toeschouwers: 0 Scheidsrechter: Kristoffer Hagenes |

|                              |                                                      |         |               |                                                                               |
| 8 oktober 2020 21.00 (UTC+2) | Frankrijk                                            | 5 – 0   | Liechtenstein | Stade de la Meinau, Strasbourg Toeschouwers: 1.321 Scheidsrechter: Ian McNabb |
| 8 oktober 2020 21.00 (UTC+2) | Gouiri 7', 30' Ikoné 9' Marxer 43' (e.d.) Faivre 51' | Verslag |               | Stade de la Meinau, Strasbourg Toeschouwers: 1.321 Scheidsrechter: Ian McNabb |

|                              |         |         |                                       |                                                                                   |
| 9 oktober 2020 20.00 (UTC+4) | Georgië | 0 – 3   | Zwitserland                           | Tengiz Boerdzjanadzestadion, Gori Toeschouwers: 0 Scheidsrechter: Jonathan Lardot |
| 9 oktober 2020 20.00 (UTC+4) |         | Verslag | 27' Ndoye 69' (pen.) Zeqiri 81' Pusic | Tengiz Boerdzjanadzestadion, Gori Toeschouwers: 0 Scheidsrechter: Jonathan Lardot |

|                               |            |         |           |                                                                                  |
| 12 oktober 2020 21.00 (UTC+2) | Frankrijk  | 1 – 0   | Slowakije | Stade de la Meinau, Straatsburg Toeschouwers: 2.287 Scheidsrechter: Miloš Đorđić |
| 12 oktober 2020 21.00 (UTC+2) | Koundé 22' | Verslag |           | Stade de la Meinau, Straatsburg Toeschouwers: 2.287 Scheidsrechter: Miloš Đorđić |

|                               |                 |         |                   |                                                                                       |
| 13 oktober 2020 19.00 (UTC+4) | Georgië         | 1 – 0   | Azerbeidzjan      | Tengiz Boerdzjanadzestadion, Gori Toeschouwers: 0 Scheidsrechter: Dzmitry Dzmitryiëoe |
| 13 oktober 2020 19.00 (UTC+4) | Guliashvili 42' | Verslag | 36', 77' Valizade | Tengiz Boerdzjanadzestadion, Gori Toeschouwers: 0 Scheidsrechter: Dzmitry Dzmitryiëoe |

|                               |                                      |         |               |                                                                           |
| 13 oktober 2020 18.00 (UTC+2) | Zwitserland                          | 3 – 0   | Liechtenstein | Tissot Arena, Biel/Bienne Toeschouwers: 532 Scheidsrechter: Daniyar Sakhi |
| 13 oktober 2020 18.00 (UTC+2) | Guillemenot 4' Zeqiri 42' Sidler 54' | Verslag |               | Tissot Arena, Biel/Bienne Toeschouwers: 532 Scheidsrechter: Daniyar Sakhi |

|                                |                                   |         |            |                                                                             |
| 12 november 2020 13.00 (UTC+4) | Georgië                           | 2 – 1   | Slowakije  | Mikheil Meskhi Stadium, Tbilisi Toeschouwers: 0 Scheidsrechter: Gergő Bogár |
| 12 november 2020 13.00 (UTC+4) | Fabiš 9' (e.d.) Mekvabishvili 78' | Verslag | 90+1' Gono | Mikheil Meskhi Stadium, Tbilisi Toeschouwers: 0 Scheidsrechter: Gergő Bogár |

|                                |                            |         |              |                                                                      |
| 12 november 2020 19.00 (UTC+1) | Zwitserland                | 2 – 1   | Azerbeidzjan | Stockhorn Arena, Thun Toeschouwers: 0 Scheidsrechter: Kaspar Sjöberg |
| 12 november 2020 19.00 (UTC+1) | Toma 49' Stojilković 90+1' | Verslag | 22' Kökçü    | Stockhorn Arena, Thun Toeschouwers: 0 Scheidsrechter: Kaspar Sjöberg |

|                                |               |         |                                                                     |                                                                      |
| 12 november 2020 20.45 (UTC+1) | Liechtenstein | 0 – 5   | Frankrijk                                                           | Rheinparkstadion, Vaduz Toeschouwers: 0 Scheidsrechter: Morten Krogh |
| 12 november 2020 20.45 (UTC+1) |               | Verslag | 3' Dagba 5' Faivre 17' (e.d.) Spirig 57' Reine-Adélaïde 80' Lihadji | Rheinparkstadion, Vaduz Toeschouwers: 0 Scheidsrechter: Morten Krogh |

|                                |                                            |         |             |                                                                            |
| 16 november 2020 21.00 (UTC+1) | Frankrijk                                  | 3 – 1   | Zwitserland | Stade Michel d'Ornano, Caen Toeschouwers: 0 Scheidsrechter: Vitali Mesjkov |
| 16 november 2020 21.00 (UTC+1) | Édouard 18', 23' Dagba 59', 59' Kolo 90+2' | Verslag | 88' Imeri   | Stade Michel d'Ornano, Caen Toeschouwers: 0 Scheidsrechter: Vitali Mesjkov |

|                                |                                                                                        |         |               |                                                                            |
| 17 november 2020 17.00 (UTC+1) | Slowakije                                                                              | 6 – 0   | Liechtenstein | Štadión pod Zoborom, Nitra Toeschouwers: 0 Scheidsrechter: Nicolas Laforge |
| 17 november 2020 17.00 (UTC+1) | Kadák 5' Unterrainer 9' (e.d.) Almási 33' Grünenfelder 67' (e.d.) Bernát 70' Vallo 77' | Verslag | 46' Vogt      | Štadión pod Zoborom, Nitra Toeschouwers: 0 Scheidsrechter: Nicolas Laforge |

#### Groep 3
| Pos | Team       | Wed | W | G | V | Ptn | DV | DT | +/− | Kwalificatie                 |       | Vlag van Engeland | Vlag van Oostenrijk | Vlag van Albanië | Vlag van Turkije | Vlag van Kosovo | Vlag van Andorra |
| --- | ---------- | --- | - | - | - | --- | -- | -- | --- | ---------------------------- | ----- | ----------------- | ------------------- | ---------------- | ---------------- | --------------- | ---------------- |
| 1   | Engeland   | 10  | 9 | 1 | 0 | 28  | 34 | 9  | +25 | Geplaatst voor hoofdtoernooi |       |                   | 5 – 1               | 5 – 0            | 2 – 1            | 2 – 0           | 3 – 1            |
| 2   | Oostenrijk | 10  | 6 | 0 | 4 | 18  | 24 | 16 | +8  | Naar stand nummers twee      |       | 1 – 2             |                     | 1 – 5            | 3 – 0            | 4 – 0           | 4 – 0            |
| 3   | Albanië    | 10  | 4 | 2 | 4 | 14  | 16 | 21 | −5  |                              |       | 0 – 3             | 0 – 4               |                  | 1 – 2            | 2 – 1           | 3 – 1            |
| 4   | Turkije    | 10  | 4 | 1 | 5 | 13  | 15 | 18 | −3  |                              | 2 – 3 | 3 – 2             | 2 – 2               |                  | 3 – 0            | 1 – 0           |                  |
| 5   | Kosovo     | 10  | 3 | 0 | 7 | 9   | 9  | 20 | −11 |                              | 0 – 6 | 0 – 1             | 0 – 1               | 3 – 1            |                  | 1 – 0           |                  |
| 6   | Andorra    | 10  | 1 | 2 | 7 | 5   | 10 | 24 | −14 |                              | 3 – 3 | 1 – 3             | 2 – 2               | 2 – 0            | 0 – 4            |                 |                  |

|                             |          |         |                                          |                                                                            |
| 23 maart 2019 19.00 (UTC+1) | Albanië  | 1 – 2   | Turkije                                  | Elbasan Arena, Elbasan Toeschouwers: 1.900 Scheidsrechter: Erik Lambrechts |
| 23 maart 2019 19.00 (UTC+1) | Tafa 20' | Verslag | 11' Yüksel 78' Özcan 90+3', 90+5' Kiprit | Elbasan Arena, Elbasan Toeschouwers: 1.900 Scheidsrechter: Erik Lambrechts |

|                             |                |         |                    |                                                                                                 |
| 26 maart 2019 18.30 (UTC+1) | Andorra        | 2 – 2   | Albanië            | Estadi Comunal, Andorra la Vella Toeschouwers: 578 Scheidsrechter: Kári Jóannesarson á Høvdanum |
| 26 maart 2019 18.30 (UTC+1) | Aláez 19', 55' | Verslag | 53' Imeri 86' Sula | Estadi Comunal, Andorra la Vella Toeschouwers: 578 Scheidsrechter: Kári Jóannesarson á Høvdanum |

|                           |         |         |                                               |                                                                                  |
| 6 juni 2019 18.30 (UTC+2) | Andorra | 0 – 4   | Kosovo                                        | Estadi Comunal, Andorra la Vella Toeschouwers: 207 Scheidsrechter: Daniyar Sakhi |
| 6 juni 2019 18.30 (UTC+2) |         | Verslag | 4' (pen.) Gashi 30' Daku 32' Mema 45' Abedini | Estadi Comunal, Andorra la Vella Toeschouwers: 207 Scheidsrechter: Daniyar Sakhi |

|                           |                           |         |                          |                                                                                      |
| 7 juni 2019 20.30 (UTC+3) | Turkije                   | 2 – 2   | Albanië                  | Necmi̇ Kadıoğlu Stadyumu, Istanboel Toeschouwers: 2.100 Scheidsrechter: Alain Durieux |
| 7 juni 2019 20.30 (UTC+3) | Müldür 54' Dervişoğlu 85' | Verslag | 49' Maloku 90+5' Bullari | Necmi̇ Kadıoğlu Stadyumu, Istanboel Toeschouwers: 2.100 Scheidsrechter: Alain Durieux |

|                            |                                      |         |                |                                                                                          |
| 11 juni 2019 20.00 (UTC+2) | Kosovo                               | 3 – 1   | Turkije        | Fadil Vokrristadion, Pristina Toeschouwers: 2.875 Scheidsrechter: Ívar Orri Kristjánsson |
| 11 juni 2019 20.00 (UTC+2) | Xhemajli 45+2' Daku 72' Kastrati 90' | Verslag | 46' Dervişoğlu | Fadil Vokrristadion, Pristina Toeschouwers: 2.875 Scheidsrechter: Ívar Orri Kristjánsson |

|                                |                     |         |                                   |                                                                                   |
| 5 september 2019 18.00 (UTC+2) | Andorra             | 1 – 3   | Oostenrijk                        | Estadi Comunal, Andorra la Vella Toeschouwers: 278 Scheidsrechter: Alexandru Tean |
| 5 september 2019 18.00 (UTC+2) | Rosas 36' Vales 73' | Verslag | 22', 26' Meister 76' (pen.) Danso | Estadi Comunal, Andorra la Vella Toeschouwers: 278 Scheidsrechter: Alexandru Tean |

|                                |                      |         |                            |                                                                                 |
| 6 september 2019 20.45 (UTC+3) | Turkije              | 2 – 3   | Engeland                   | Izmit Ismetpaşastadion, İzmit Toeschouwers: 14.955 Scheidsrechter: Luís Godinho |
| 6 september 2019 20.45 (UTC+3) | Sinik 25' Müldür 51' | Verslag | 4', 74' Nketiah 75' Nelson | Izmit Ismetpaşastadion, İzmit Toeschouwers: 14.955 Scheidsrechter: Luís Godinho |

|                                |         |         |                                         |                                                                               |
| 9 september 2019 16.00 (UTC+2) | Albanië | 0 – 4   | Oostenrijk                              | Niko Dovanastadion, Durrës Toeschouwers: 1.200 Scheidsrechter: Petri Viljanen |
| 9 september 2019 16.00 (UTC+2) |         | Verslag | 6' Raguž 9', 73' Lovrić 72' Baumgartner | Niko Dovanastadion, Durrës Toeschouwers: 1.200 Scheidsrechter: Petri Viljanen |

|                                |                  |         |        |                                                                                           |
| 9 september 2019 19.45 (UTC+1) | Engeland         | 2 – 0   | Kosovo | KCOM Stadium, Kingston upon Hull Toeschouwers: 15.258 Scheidsrechter: Kristoffer Karlsson |
| 9 september 2019 19.45 (UTC+1) | Foden 25', 90+3' | Verslag |        | KCOM Stadium, Kingston upon Hull Toeschouwers: 15.258 Scheidsrechter: Kristoffer Karlsson |

|                               |                                  |         |                                |                                                                               |
| 11 oktober 2019 20.30 (UTC+2) | Oostenrijk                       | 3 – 0   | Turkije                        | Sonnenseestadion, Ritzing Toeschouwers: 1.076 Scheidsrechter: Kirill Levnikov |
| 11 oktober 2019 20.30 (UTC+2) | Meister 10' Raguž 32' Lovrić 65' | Verslag | 42', 53' Dursun 35', 90' Kökçü | Sonnenseestadion, Ritzing Toeschouwers: 1.076 Scheidsrechter: Kirill Levnikov |

|                               |                      |         |            |                                                                               |
| 15 oktober 2019 19.00 (UTC+2) | Albanië              | 2 – 1   | Kosovo     | Elbasan Arena, Elbasan Toeschouwers: 845 Scheidsrechter: José Munuera Montero |
| 15 oktober 2019 19.00 (UTC+2) | Tafa 76' Mucolli 81' | Verslag | 90' Baftiu | Elbasan Arena, Elbasan Toeschouwers: 845 Scheidsrechter: José Munuera Montero |

|                               |                                              |         |                 |                                                                               |
| 15 oktober 2019 19.45 (UTC+1) | Engeland                                     | 5 – 1   | Oostenrijk      | Stadium MK, Milton Keynes Toeschouwers: 11.772 Scheidsrechter: Michael Fabbri |
| 15 oktober 2019 19.45 (UTC+1) | Hudson-Odoi 12', 45+1' Nketiah 28', 39', 79' | Verslag | 66' Baumgartner | Stadium MK, Milton Keynes Toeschouwers: 11.772 Scheidsrechter: Michael Fabbri |

|                                |                                             |         |        |                                                                                   |
| 15 november 2019 18.00 (UTC+1) | Oostenrijk                                  | 4 – 0   | Kosovo | Josko Arena, Ried im Innkreis Toeschouwers: 3.015 Scheidsrechter: Alan Mario Sant |
| 15 november 2019 18.00 (UTC+1) | Raguž 14' Friedl 20', 69' Lovrić 74' (pen.) | Verslag |        | Josko Arena, Ried im Innkreis Toeschouwers: 3.015 Scheidsrechter: Alan Mario Sant |

|                                |         |         |                                      |                                                                                |
| 15 november 2019 19.00 (UTC+1) | Albanië | 0 – 3   | Engeland                             | Loro Boriçistadion, Shkodër Toeschouwers: 1.050 Scheidsrechter: Lionel Tschudi |
| 15 november 2019 19.00 (UTC+1) |         | Verslag | 22' Foden 43' Gallagher 90+3' Nelson | Loro Boriçistadion, Shkodër Toeschouwers: 1.050 Scheidsrechter: Lionel Tschudi |

|                                |                          |         |             |                                                                                     |
| 19 november 2019 18.00 (UTC+1) | Andorra                  | 2 – 0   | Turkije     | Estadi Nacional, Andorra la Vella Toeschouwers: 237 Scheidsrechter: Dragan Petrović |
| 19 november 2019 18.00 (UTC+1) | Cucu 7' Aláez 86' (pen.) | Verslag | 86' Özkacar | Estadi Nacional, Andorra la Vella Toeschouwers: 237 Scheidsrechter: Dragan Petrović |

|                                |                 |         |                                                |                                                                           |
| 4 september 2020 18.30 (UTC+2) | Oostenrijk      | 1 – 5   | Albanië                                        | Josko Arena, Ried im Innkreis Toeschouwers: 0 Scheidsrechter: Rob Jenkins |
| 4 september 2020 18.30 (UTC+2) | Wolf 83' (pen.) | Verslag | 16' Kallaku 26' Tuci 64', 87' Muçi 89' Selmani | Josko Arena, Ried im Innkreis Toeschouwers: 0 Scheidsrechter: Rob Jenkins |

|                                |        |         |                                                                      |                                                                                 |
| 4 september 2020 19.00 (UTC+2) | Kosovo | 0 – 6   | Engeland                                                             | Fadil Vokrristadion, Pristina Toeschouwers: 0 Scheidsrechter: Mohammed Al-Hakim |
| 4 september 2020 19.00 (UTC+2) |        | Verslag | 52', 56', 62' (pen.) Nketiah 67' Nelson 83' Sessegnon 86' Bellingham | Fadil Vokrristadion, Pristina Toeschouwers: 0 Scheidsrechter: Mohammed Al-Hakim |

|                                |            |         |         |                                                                                        |
| 4 september 2020 20.30 (UTC+3) | Turkije    | 1 – 0   | Andorra | Necmi̇ Kadıoğlu Stadyumu, Istanboel Toeschouwers: 0 Scheidsrechter: Matthew De Gabriele |
| 4 september 2020 20.30 (UTC+3) | Yalçın 49' | Verslag |         | Necmi̇ Kadıoğlu Stadyumu, Istanboel Toeschouwers: 0 Scheidsrechter: Matthew De Gabriele |

|                                |                                      |         |                 |                                                                       |
| 8 september 2020 19.00 (UTC+2) | Albanië                              | 3 – 1   | Andorra         | Elbasan Arena, Elbasan Toeschouwers: 0 Scheidsrechter: Jasmin Sabotic |
| 8 september 2020 19.00 (UTC+2) | Selmani 62' Vrioni 85' Bullari 90+4' | Verslag | 2' (pen.) Aláez | Elbasan Arena, Elbasan Toeschouwers: 0 Scheidsrechter: Jasmin Sabotic |

|                                |             |         |                         |                                                                          |
| 8 september 2020 20.30 (UTC+2) | Oostenrijk  | 1 – 2   | Engeland                | Josko Arena, Ried im Innkreis Toeschouwers: 0 Scheidsrechter: Fran Jović |
| 8 september 2020 20.30 (UTC+2) | Schmidt 60' | Verslag | 27' Nketiah 49' Godfrey | Josko Arena, Ried im Innkreis Toeschouwers: 0 Scheidsrechter: Fran Jović |

|                              |                            |         |                                      |                                                                                |
| 7 oktober 2020 15.00 (UTC+2) | Andorra                    | 3 – 3   | Engeland                             | Estadi Nacional, Andorra la Vella Toeschouwers: 0 Scheidsrechter: David Fuxman |
| 7 oktober 2020 15.00 (UTC+2) | Cucu 28', 76' García 90+1' | Verslag | 45+1' Davies 69' Dasilva 82' Nketiah | Estadi Nacional, Andorra la Vella Toeschouwers: 0 Scheidsrechter: David Fuxman |

|                              |        |         |            |                                                                                |
| 9 oktober 2020 19.00 (UTC+2) | Kosovo | 0 – 1   | Oostenrijk | Fadil Vokrristadion, Pristina Toeschouwers: 20 Scheidsrechter: Laurent Kopriwa |
| 9 oktober 2020 19.00 (UTC+2) |        | Verslag | 86' Grüll  | Fadil Vokrristadion, Pristina Toeschouwers: 20 Scheidsrechter: Laurent Kopriwa |

|                               |          |         |         |                                                                                     |
| 13 oktober 2020 19.00 (UTC+2) | Kosovo   | 1 – 0   | Andorra | Fadil Vokrristadion, Pristina Toeschouwers: 0 Scheidsrechter: Jamie Robert Robinson |
| 13 oktober 2020 19.00 (UTC+2) | Daku 62' | Verslag |         | Fadil Vokrristadion, Pristina Toeschouwers: 0 Scheidsrechter: Jamie Robert Robinson |

|                               |                                |         |                  |                                                                               |
| 13 oktober 2020 19.30 (UTC+1) | Engeland                       | 2 – 1   | Turkije          | Molineux Stadium, Wolverhampton Toeschouwers: 0 Scheidsrechter: Willy Delajod |
| 13 oktober 2020 19.30 (UTC+1) | Türkmen 17' (e.d.) Nketiah 88' | Verslag | 90+2' Dervişoğlu | Molineux Stadium, Wolverhampton Toeschouwers: 0 Scheidsrechter: Willy Delajod |

|                                |                            |         |                    |                                                                               |
| 13 november 2020 19.00 (UTC+2) | Turkije                    | 3 – 2   | Oostenrijk         | Samsun 19 Mayisstadion, Samsun Toeschouwers: 88 Scheidsrechter: Novak Simović |
| 13 november 2020 19.00 (UTC+2) | Dervişoğlu 64', 81', 90+2' | Verslag | 36' Arase 90' Wolf | Samsun 19 Mayisstadion, Samsun Toeschouwers: 88 Scheidsrechter: Novak Simović |

|                                |        |         |           |                                                                                 |
| 13 november 2020 19.00 (UTC+1) | Kosovo | 0 – 1   | Albanië   | Fadil Vokrristadion, Pristina Toeschouwers: 50 Scheidsrechter: Nathan Verboomen |
| 13 november 2020 19.00 (UTC+1) |        | Verslag | 35' Çokaj | Fadil Vokrristadion, Pristina Toeschouwers: 50 Scheidsrechter: Nathan Verboomen |

|                              |                                             |         |                   |                                                                                         |
| 13 november 2020 19.30 (UTC) | Engeland                                    | 3 – 1   | Andorra           | Molineux Stadium, Wolverhampton Toeschouwers: 0 Scheidsrechter: Sigurd Smehus Kringstad |
| 13 november 2020 19.30 (UTC) | Jones 27' Wilmot 49' Hudson-Odoi 65' (pen.) | Verslag | 45' (pen.) García | Molineux Stadium, Wolverhampton Toeschouwers: 0 Scheidsrechter: Sigurd Smehus Kringstad |

|                                |                                                    |         |                 |                                                                                    |
| 17 november 2020 18.00 (UTC+2) | Turkije                                            | 3 – 0   | Kosovo          | Samsun 19 Mayisstadion, Samsun Toeschouwers: 106 Scheidsrechter: Aleksej Matjoenin |
| 17 november 2020 18.00 (UTC+2) | Dervişoğlu 21' Yalçın 32' (pen.) Sadriu 64' (e.d.) | Verslag | 12', 30' Vitija | Samsun 19 Mayisstadion, Samsun Toeschouwers: 106 Scheidsrechter: Aleksej Matjoenin |

|                              |                                                        |         |         |                                                                             |
| 17 november 2020 19.25 (UTC) | Engeland                                               | 5 – 0   | Albanië | Molineux Stadium, Wolverhampton Toeschouwers: 0 Scheidsrechter: Alain Bieri |
| 17 november 2020 19.25 (UTC) | Hudson-Odoi 5' Justin 26' Musiala 36' Nketiah 52', 86' | Verslag |         | Molineux Stadium, Wolverhampton Toeschouwers: 0 Scheidsrechter: Alain Bieri |

|                                |                                                  |         |         |                                                                                     |
| 17 november 2020 20.25 (UTC+1) | Oostenrijk                                       | 4 – 0   | Andorra | Josko Arena, Ried im Innkreis Toeschouwers: 0 Scheidsrechter: Manfredas Lukjančukas |
| 17 november 2020 20.25 (UTC+1) | Wolf 4' (pen.), 31' Grüll 11' Wöber 90+5' (pen.) | Verslag |         | Josko Arena, Ried im Innkreis Toeschouwers: 0 Scheidsrechter: Manfredas Lukjančukas |

#### Groep 4
| Pos | Team        | Wed | W | G | V  | Ptn | DV | DT | +/− | Kwalificatie                 |       | Vlag van Tsjechië | Vlag van Kroatië | Vlag van Schotland | Vlag van Griekenland | Vlag van Litouwen | Vlag van San Marino |
| --- | ----------- | --- | - | - | -- | --- | -- | -- | --- | ---------------------------- | ----- | ----------------- | ---------------- | ------------------ | -------------------- | ----------------- | ------------------- |
| 1   | Tsjechië    | 10  | 6 | 3 | 1  | 21  | 20 | 4  | +16 | Geplaatst voor hoofdtoernooi |       |                   | 0 – 0            | 0 – 0              | 1 – 1                | 2 – 0             | 6 – 0               |
| 2   | Kroatië     | 10  | 6 | 2 | 2  | 20  | 37 | 7  | +30 | Geplaatst voor hoofdtoernooi |       | 1 – 2             |                  | 1 – 2              | 5 – 0                | 7 – 0             | 10 – 0              |
| 3   | Schotland   | 10  | 5 | 3 | 2  | 18  | 16 | 5  | +11 |                              |       | 2 – 0             | 2 – 2            |                    | 0 – 1                | 0 – 0             | 2 – 0               |
| 4   | Griekenland | 10  | 5 | 1 | 4  | 16  | 10 | 11 | −1  |                              | 0 – 2 | 0 – 1             | 1 – 0            |                    | 1 – 0                | 5 – 0             |                     |
| 5   | Litouwen    | 10  | 3 | 1 | 6  | 10  | 9  | 15 | −6  |                              | 0 – 1 | 1 – 3             | 0 – 1            | 2 – 0              |                      | 3 – 0             |                     |
| 6   | San Marino  | 10  | 0 | 0 | 10 | 0   | 0  | 50 | −50 |                              | 0 – 6 | 0 – 7             | 0 – 7            | 0 – 1              | 0 – 3                |                   |                     |

|                           |            |         |                                     |                                                                             |
| 5 juni 2019 20.30 (UTC+2) | San Marino | 0 – 3   | Litouwen                            | Stadio Olimpico, Serravalle Toeschouwers: 240 Scheidsrechter: Rahim Hasanov |
| 5 juni 2019 20.30 (UTC+2) |            | Verslag | 7' Kloniūnas 29' Dubickas 60' Čyžas | Stadio Olimpico, Serravalle Toeschouwers: 240 Scheidsrechter: Rahim Hasanov |

|                            |                                                  |         |            |                                                                                   |
| 10 juni 2019 19.00 (UTC+3) | Griekenland                                      | 5 – 0   | San Marino | Georgios Kamarasstadion, Athene Toeschouwers: 258 Scheidsrechter: Dumitru Muntean |
| 10 juni 2019 19.00 (UTC+3) | Kampetsis 26', 68' Pavlidis 29', 37' Vrousai 51' | Verslag |            | Georgios Kamarasstadion, Athene Toeschouwers: 258 Scheidsrechter: Dumitru Muntean |

|                                |                               |         |            |                                                                             |
| 5 september 2019 19.30 (UTC+1) | Schotland                     | 2 – 0   | San Marino | St. Mirren Park, Paisley Toeschouwers: 1.542 Scheidsrechter: Vitali Romanov |
| 5 september 2019 19.30 (UTC+1) | Tosi 21' (e.d.) Middleton 28' | Verslag |            | St. Mirren Park, Paisley Toeschouwers: 1.542 Scheidsrechter: Vitali Romanov |

|                                |                                |         |          | |
| 6 september 2019 18.00 (UTC+2) | Tsjechië                       | 2 – 0   | Litouwen | Fotbalový stadion Střelecký ostrov, České Budějovice Toeschouwers: 3.823 Scheidsrechter: Nicolas Laforge |
| 6 september 2019 18.00 (UTC+2) | Vaníček 16' Šašinka 68' (pen.) | Verslag |          | Fotbalový stadion Střelecký ostrov, České Budějovice Toeschouwers: 3.823 Scheidsrechter: Nicolas Laforge |

|                                 |               |         |          |                                                                                       |
| 10 september 2019 17.30 (UTC+3) | Griekenland   | 1 – 0   | Litouwen | Gregoris Lambrakisstadion, Kallithea Toeschouwers: 258 Scheidsrechter: Besfort Kasumi |
| 10 september 2019 17.30 (UTC+3) | Bouzoukis 80' | Verslag |          | Gregoris Lambrakisstadion, Kallithea Toeschouwers: 258 Scheidsrechter: Besfort Kasumi |

|                                 |               |         |                   |                                                                              |
| 10 september 2019 20.00 (UTC+2) | Kroatië       | 1 – 2   | Schotland         | Stadion Šubićevac, Šibenik Toeschouwers: 2.134 Scheidsrechter: Michal Ocenáš |
| 10 september 2019 20.00 (UTC+2) | Kulenović 10' | Verslag | 81', 89' McLennan | Stadion Šubićevac, Šibenik Toeschouwers: 2.134 Scheidsrechter: Michal Ocenáš |

|                               |            |         |                                      |                                                                                         |
| 10 oktober 2019 17.00 (UTC+2) | Tsjechië   | 1 – 1   | Griekenland                          | Městský stadion, Karviná Toeschouwers: 2.126 Scheidsrechter: Jørgen Daugbjerg Burchardt |
| 10 oktober 2019 17.00 (UTC+2) | Hložek 76' | Verslag | 24' Dimitriou 45+2' (pen.) Bouzoukis | Městský stadion, Karviná Toeschouwers: 2.126 Scheidsrechter: Jørgen Daugbjerg Burchardt |

|                               |           |       |          |                                                                                  |
| 10 oktober 2019 17.15 (UTC+1) | Schotland | 0 – 0 | Litouwen | Tynecastle Park, Edinburgh Toeschouwers: 1.084 Scheidsrechter: Krzysztof Jakubik |
| 10 oktober 2019 17.15 (UTC+1) | Verslag   |       |          | Tynecastle Park, Edinburgh Toeschouwers: 1.084 Scheidsrechter: Krzysztof Jakubik |

|                               |          |       |           | |
| 14 oktober 2019 17:00 (UTC+2) | Tsjechië | 0 – 0 | Schotland | Městský stadion Miroslava Valenty, Uherské Hradiště Toeschouwers: 5.187 Scheidsrechter: Alain Durieux |
| 14 oktober 2019 17:00 (UTC+2) | Verslag  |       |           | Městský stadion Miroslava Valenty, Uherské Hradiště Toeschouwers: 5.187 Scheidsrechter: Alain Durieux |

|                               |            |         |                                                                    |                                                                                        |
| 14 oktober 2019 19.00 (UTC+2) | San Marino | 0 – 7   | Kroatië                                                            | Stadio Olimpico, Serravalle Toeschouwers: 170 Scheidsrechter: Kaarlo Oskari Hämäläinen |
| 14 oktober 2019 19.00 (UTC+2) |            | Verslag | 6', 24', 45+2' Kulenović 26', 57' Ivanušec 42' Bistrović 75' Soldo | Stadio Olimpico, Serravalle Toeschouwers: 170 Scheidsrechter: Kaarlo Oskari Hämäläinen |

|                                |                  |         |                                       |                                                                           |
| 14 november 2019 18.30 (UTC+2) | Litouwen         | 1 – 3   | Kroatië                               | LFF-stadion, Vilnius Toeschouwers: 243 Scheidsrechter: Kristoffer Hagenes |
| 14 november 2019 18.30 (UTC+2) | Antanavičius 60' | Verslag | 9' Ivanušec 73' Posavec 89' Bistrović | LFF-stadion, Vilnius Toeschouwers: 243 Scheidsrechter: Kristoffer Hagenes |

|                                |                                                  |         |            |                                                                                   |
| 14 november 2019 18.00 (UTC+1) | Tsjechië                                         | 6 – 0   | San Marino | Letní stadion, Chomutov Toeschouwers: 1.977 Scheidsrechter: Helgi Mikael Jónasson |
| 14 november 2019 18.00 (UTC+1) | Hložek 11', 69' Janošek 15', 82' Krejčí 38', 67' | Verslag |            | Letní stadion, Chomutov Toeschouwers: 1.977 Scheidsrechter: Helgi Mikael Jónasson |

|                              |           |         |                                         |                                                                              |
| 15 november 2019 19.00 (UTC) | Schotland | 0 – 1   | Griekenland                             | Tynecastle Park, Edinburgh Toeschouwers: 1.284 Scheidsrechter: Bojan Pandžić |
| 15 november 2019 19.00 (UTC) |           | Verslag | 45+2', 63' Retsos 90+1' (pen.) Nikolaou | Tynecastle Park, Edinburgh Toeschouwers: 1.284 Scheidsrechter: Bojan Pandžić |

|                                |                             |         |                      |                                                                               |
| 18 november 2019 18.00 (UTC+1) | Kroatië                     | 1 – 2   | Tsjechië             | Stadion Radnik, Velika Gorica Toeschouwers: 1.636 Scheidsrechter: Espen Eskås |
| 18 november 2019 18.00 (UTC+1) | Ivanušec 30' Bradarić 90+5' | Verslag | 39' Krejčí 72' Bucha | Stadion Radnik, Velika Gorica Toeschouwers: 1.636 Scheidsrechter: Espen Eskås |

|                                |            |         |                                                    |                                                                             |
| 2 september 2020 20.30 (UTC+2) | San Marino | 0 – 6   | Tsjechië                                           | Stadio Olimpico, Serravalle Toeschouwers: 0 Scheidsrechter: Amin Koergcheli |
| 2 september 2020 20.30 (UTC+2) |            | Verslag | 19', 27' Drchal 64', 76' Krejčí 77' Holík 84' Šulc | Stadio Olimpico, Serravalle Toeschouwers: 0 Scheidsrechter: Amin Koergcheli |

|                                |                                     |         |             |                                                                         |
| 3 september 2020 19.00 (UTC+2) | Kroatië                             | 5 – 0   | Griekenland | Varteksstadion, Varaždin Toeschouwers: 0 Scheidsrechter: Marco Di Bello |
| 3 september 2020 19.00 (UTC+2) | Moro 1' Majer 5', 24' Musa 14', 52' | Verslag |             | Varteksstadion, Varaždin Toeschouwers: 0 Scheidsrechter: Marco Di Bello |

|                                |                   |         |                   |                                                                               |
| 6 september 2020 20.30 (UTC+2) | San Marino        | 0 – 1   | Griekenland       | Stadio Olimpico, Serravalle Toeschouwers: 0 Scheidsrechter: Jason Lee Barcelo |
| 6 september 2020 20.30 (UTC+2) | Cevoli 19', 90+5' | Verslag | 24' Emmanouilidis | Stadio Olimpico, Serravalle Toeschouwers: 0 Scheidsrechter: Jason Lee Barcelo |

|                                |          |       |         | |
| 7 september 2020 18.00 (UTC+2) | Tsjechië | 0 – 0 | Kroatië | Fotbalový stadion Střelecký ostrov, České Budějovice Toeschouwers: 0 Scheidsrechter: Ivajlo Stojanov |
| 7 september 2020 18.00 (UTC+2) | Verslag  |       |         | Fotbalový stadion Střelecký ostrov, České Budějovice Toeschouwers: 0 Scheidsrechter: Ivajlo Stojanov |

|                                |          |         |                 |                                                                    |
| 8 september 2020 18.30 (UTC+3) | Litouwen | 0 – 1   | Schotland       | LFF-stadion, Vilnius Toeschouwers: 0 Scheidsrechter: Juri Frischer |
| 8 september 2020 18.30 (UTC+3) |          | Verslag | 81' A. Campbell | LFF-stadion, Vilnius Toeschouwers: 0 Scheidsrechter: Juri Frischer |

|                              |                          |         |             |                                                                               |
| 8 oktober 2020 18.30 (UTC+3) | Litouwen                 | 2 – 0   | Griekenland | Sūduvastadion, Marijampolė Toeschouwers: 223 Scheidsrechter: Kateryna Monzoel |
| 8 oktober 2020 18.30 (UTC+3) | Čyžas 17' Mėgelaitis 66' | Verslag |             | Sūduvastadion, Marijampolė Toeschouwers: 223 Scheidsrechter: Kateryna Monzoel |

|                              | |         |            |                                                                                      |
| 8 oktober 2020 18.00 (UTC+2) | Kroatië                                                                                              | 10 – 0  | San Marino | Stadion Kranjčevićeva, Zagreb Toeschouwers: 0 Scheidsrechter: Ívar Orri Kristjánsson |
| 8 oktober 2020 18.00 (UTC+2) | Kulenović 2' Majer 23' Špikić 34' Ivanušec 40', 44', 73' Nejašmić 52', 56' Vizinger 78' Gvardiol 81' | Verslag |            | Stadion Kranjčevićeva, Zagreb Toeschouwers: 0 Scheidsrechter: Ívar Orri Kristjánsson |

|                              |                         |         |          |                                                                                         |
| 9 oktober 2020 17.30 (UTC+1) | Schotland               | 2 – 0   | Tsjechië | Tynecastle Park, Edinburgh Toeschouwers: 155 Scheidsrechter: Guillermo Cuadra Fernández |
| 9 oktober 2020 17.30 (UTC+1) | Hornby 25' McCrorie 82' | Verslag |          | Tynecastle Park, Edinburgh Toeschouwers: 155 Scheidsrechter: Guillermo Cuadra Fernández |

|                               |             |         |           |                                                                                          |
| 13 oktober 2020 17.00 (UTC+3) | Griekenland | 0 – 1   | Kroatië   | Apostolos Nikolaidisstadion, Athene Toeschouwers: 0 Scheidsrechter: José Munuera Montero |
| 13 oktober 2020 17.00 (UTC+3) |             | Verslag | 27' Majer | Apostolos Nikolaidisstadion, Athene Toeschouwers: 0 Scheidsrechter: José Munuera Montero |

|                               |            |         |                                                                             |                                                                           |
| 13 oktober 2020 17.30 (UTC+2) | San Marino | 0 – 7   | Schotland                                                                   | Stadio Olimpico, Serravalle Toeschouwers: 0 Scheidsrechter: Luís Teixeira |
| 13 oktober 2020 17.30 (UTC+2) |            | Verslag | 20' (pen.), 50', 51' Hornby 39' Turnbull 43' Maguire 70' McLennan 75' Ashby | Stadio Olimpico, Serravalle Toeschouwers: 0 Scheidsrechter: Luís Teixeira |

|                               |          |         |             |                                                                          |
| 13 oktober 2020 18.30 (UTC+3) | Litouwen | 0 – 1   | Tsjechië    | Sūduvastadion, Marijampolė Toeschouwers: 97 Scheidsrechter: Morten Krogh |
| 13 oktober 2020 18.30 (UTC+3) |          | Verslag | 22' Šašinka | Sūduvastadion, Marijampolė Toeschouwers: 97 Scheidsrechter: Morten Krogh |

|                              |                                        |         |                                 |                                                                             |
| 12 november 2020 15.00 (UTC) | Schotland                              | 2 – 2   | Kroatië                         | Tynecastle Park, Edinburgh Toeschouwers: 132 Scheidsrechter: Michael Fabbri |
| 12 november 2020 15.00 (UTC) | Middleton 54' McLennan 70' Gilmour 71' | Verslag | 20' Moro 25' Bistrović 56' Sosa | Tynecastle Park, Edinburgh Toeschouwers: 132 Scheidsrechter: Michael Fabbri |

|                                |                                          |         |            |                                                                          |
| 13 november 2020 18.30 (UTC+2) | Litouwen                                 | 3 – 0   | San Marino | LFF-stadion, Vilnius Toeschouwers: 0 Scheidsrechter: Dzmitry Dzmitryiëoe |
| 13 november 2020 18.30 (UTC+2) | Petkevičius 31' Banevičius 55' Uzėla 77' | Verslag |            | LFF-stadion, Vilnius Toeschouwers: 0 Scheidsrechter: Dzmitry Dzmitryiëoe |

|                                |                |         |                               |                                                                                      |
| 13 november 2020 19.00 (UTC+2) | Griekenland    | 0 – 2   | Tsjechië                      | Apostolos Nikolaidisstadion, Athene Toeschouwers: 0 Scheidsrechter: Adrien Jaccottet |
| 13 november 2020 19.00 (UTC+2) | Lymperakis 42' | Verslag | 68' (pen.) Bucha 90+1' Drchal | Apostolos Nikolaidisstadion, Athene Toeschouwers: 0 Scheidsrechter: Adrien Jaccottet |

|                                |                                                              |         |                     |                                                                       |
| 17 november 2020 17.00 (UTC+1) | Kroatië                                                      | 7 – 0   | Litouwen            | Stadion Aldo Drosina, Pula Toeschouwers: 0 Scheidsrechter: Ian McNabb |
| 17 november 2020 17.00 (UTC+1) | Špikić 13' Musa 29', 66' Šverko 36' Šutalo 57' Moro 70', 76' | Verslag | 63', 72' Paulauskas | Stadion Aldo Drosina, Pula Toeschouwers: 0 Scheidsrechter: Ian McNabb |

|                                |                   |         |           |                                                                                   |
| 17 november 2020 18.00 (UTC+2) | Griekenland       | 1 – 0   | Schotland | Apostolos Nikolaidisstadion, Athene Toeschouwers: 0 Scheidsrechter: Benoît Millot |
| 17 november 2020 18.00 (UTC+2) | Christopoulos 27' | Verslag |           | Apostolos Nikolaidisstadion, Athene Toeschouwers: 0 Scheidsrechter: Benoît Millot |

#### Groep 5
| Pos | Team      | Wed | W | G | V | Ptn | DV | DT | +/− | Kwalificatie                 |       | Vlag van Rusland | Vlag van Polen | Vlag van Bulgarije | Vlag van Servië | Vlag van Estland | Vlag van Letland |
| --- | --------- | --- | - | - | - | --- | -- | -- | --- | ---------------------------- | ----- | ---------------- | -------------- | ------------------ | --------------- | ---------------- | ---------------- |
| 1   | Rusland   | 10  | 7 | 2 | 1 | 23  | 22 | 4  | +18 | Geplaatst voor hoofdtoernooi |       |                  | 2 – 2          | 2 – 0              | 1 – 0           | 4 – 0            | 2 – 0            |
| 2   | Polen     | 10  | 6 | 2 | 2 | 20  | 19 | 8  | +11 | Naar stand nummers twee      |       | 1 – 0            |                | 1 – 1              | 1 – 0           | 4 – 0            | 3 – 1            |
| 3   | Bulgarije | 10  | 5 | 3 | 2 | 18  | 14 | 5  | +9  |                              |       | 0 – 0            | 3 – 0          |                    | 0 – 1           | 3 – 0            | 1 – 0            |
| 4   | Servië    | 10  | 3 | 3 | 4 | 12  | 12 | 9  | +3  |                              | 0 – 2 | 1 – 0            | 1 – 2          |                    | 6 – 0           | 1 – 1            |                  |
| 5   | Estland   | 10  | 1 | 2 | 7 | 5   | 3  | 34 | −31 |                              | 0 – 5 | 0 – 6            | 0 – 4          | 0 – 0              |                 | 2 – 1            |                  |
| 6   | Letland   | 10  | 0 | 4 | 6 | 4   | 7  | 17 | −10 |                              | 1 – 4 | 0 – 1            | 0 – 0          | 2 – 2              | 1 – 1           |                  |                  |

|                                |         |         |                                   |                                                                            |
| 5 september 2019 17.30 (UTC+3) | Estland | 0 – 4   | Bulgarije                         | Kadriorustadion, Tallinn Toeschouwers: 207 Scheidsrechter: Milovan Milačić |
| 5 september 2019 17.30 (UTC+3) |         | Verslag | 15', 48', 65' Jordanov 39' Ivanov | Kadriorustadion, Tallinn Toeschouwers: 207 Scheidsrechter: Milovan Milačić |

|                                |         |         |             |                                                                                          |
| 6 september 2019 17.00 (UTC+3) | Letland | 0 – 1   | Polen       | Ziemgales Olimpiskais stadionas, Jelgava Toeschouwers: 350 Scheidsrechter: Admir Šehović |
| 6 september 2019 17.00 (UTC+3) |         | Verslag | 27' Klimala | Ziemgales Olimpiskais stadionas, Jelgava Toeschouwers: 350 Scheidsrechter: Admir Šehović |

|                                |             |         |                  |                                                                                    |
| 6 september 2019 19.00 (UTC+3) | Rusland     | 1 – 0   | Servië           | Mordovia Arena, Saransk Toeschouwers: 28.220 Scheidsrechter: Manfredas Lukjančukas |
| 6 september 2019 19.00 (UTC+3) | Divejev 20' | Verslag | 40', 59' I. Ilić | Mordovia Arena, Saransk Toeschouwers: 28.220 Scheidsrechter: Manfredas Lukjančukas |

|                                 |                                                       |         |         |                                                                            |
| 10 september 2019 18.00 (UTC+2) | Polen                                                 | 4 – 0   | Estland | Stadion Miejski, Białystok Toeschouwers: 6.358 Scheidsrechter: Rohit Saggi |
| 10 september 2019 18.00 (UTC+2) | Płacheta 6' Fila 65' Jóźwiak 80' Dziczek 90+4' (pen.) | Verslag |         | Stadion Miejski, Białystok Toeschouwers: 6.358 Scheidsrechter: Rohit Saggi |

|                                 |           |         |           |                                                                              |
| 10 september 2019 19.00 (UTC+2) | Servië    | 1 – 1   | Letland   | Karadjordjestadion, Novi Sad Toeschouwers: 723 Scheidsrechter: Keith Kennedy |
| 10 september 2019 19.00 (UTC+2) | Adžić 57' | Verslag | 10' Regža | Karadjordjestadion, Novi Sad Toeschouwers: 723 Scheidsrechter: Keith Kennedy |

|                                 |           |         |              |                                                                       |
| 10 september 2019 20.30 (UTC+3) | Bulgarije | 0 – 0   | Rusland      | Slaviastadion, Sofia Toeschouwers: 1.800 Scheidsrechter: Urs Schnyder |
| 10 september 2019 20.30 (UTC+3) |           | Verslag | 87' Ignatjev | Slaviastadion, Sofia Toeschouwers: 1.800 Scheidsrechter: Urs Schnyder |

|                               |                              |         |                                  |                                                                                  |
| 11 oktober 2019 19.00 (UTC+5) | Rusland                      | 2 – 2   | Polen                            | Centraalstadion, Jekaterinenburg Toeschouwers: 16.028 Scheidsrechter: Pavel Orel |
| 11 oktober 2019 19.00 (UTC+5) | Oetkin 25' Soelejmanov 90+1' | Verslag | 10' (e.d.) Divejev 45+1' Klimala | Centraalstadion, Jekaterinenburg Toeschouwers: 16.028 Scheidsrechter: Pavel Orel |

|                               |           |         |                |                                                                             |
| 11 oktober 2019 19.00 (UTC+3) | Bulgarije | 0 – 1   | Servië         | Slaviastadion, Sofia Toeschouwers: 1.020 Scheidsrechter: Giorgi Kroeasjvili |
| 11 oktober 2019 19.00 (UTC+3) |           | Verslag | 87' Stuparević | Slaviastadion, Sofia Toeschouwers: 1.020 Scheidsrechter: Giorgi Kroeasjvili |

|                               |                       |         |                          |                                                                            |
| 11 oktober 2019 19.15 (UTC+3) | Estland               | 2 – 1   | Letland                  | Pärnu Rannastaadion, Pärnu Toeschouwers: 247 Scheidsrechter: Raoef Jabarov |
| 11 oktober 2019 19.15 (UTC+3) | Soomets 11' Valge 24' | Verslag | 18' Regža 65', 71' Veips | Pärnu Rannastaadion, Pärnu Toeschouwers: 247 Scheidsrechter: Raoef Jabarov |

|                               |         |       |           |                                                                     |
| 15 oktober 2019 18.00 (UTC+3) | Letland | 0 – 0 | Bulgarije | Skontostadion, Riga Toeschouwers: 305 Scheidsrechter: Marcel Bîrsan |
| 15 oktober 2019 18.00 (UTC+3) | Verslag |       |           | Skontostadion, Riga Toeschouwers: 305 Scheidsrechter: Marcel Bîrsan |

|                               |            |         |        |                                                                         |
| 15 oktober 2019 18.00 (UTC+2) | Polen      | 1 – 0   | Servië | Stadion Widzewa, Łódź Toeschouwers: 3.628 Scheidsrechter: João Pinheiro |
| 15 oktober 2019 18.00 (UTC+2) | Bogusz 79' | Verslag |        | Stadion Widzewa, Łódź Toeschouwers: 3.628 Scheidsrechter: João Pinheiro |

|                               |         |         |                                                                          |                                                                                |
| 15 oktober 2019 19.15 (UTC+3) | Estland | 0 – 5   | Rusland                                                                  | Pärnu Rannastaadion, Pärnu Toeschouwers: 403 Scheidsrechter: Nikolas Neokleous |
| 15 oktober 2019 19.15 (UTC+3) |         | Verslag | 26' (pen.) Tsjalov 35' Gloesjenkov 65' Glebov 69' Kroegovoj 75' Kaloegin | Pärnu Rannastaadion, Pärnu Toeschouwers: 403 Scheidsrechter: Nikolas Neokleous |

|                                |                         |         |             |                                                                                   |
| 15 november 2019 18.00 (UTC+3) | Rusland                 | 2 – 0   | Letland     | Rostov Arena, Rostov aan de Don Toeschouwers: 11.088 Scheidsrechter: Morten Krogh |
| 15 november 2019 18.00 (UTC+3) | Divejev 9' Oemjarov 65' | Verslag | 28' Balodis | Rostov Arena, Rostov aan de Don Toeschouwers: 11.088 Scheidsrechter: Morten Krogh |

|                                |                              |         |               |                                                                       |
| 15 november 2019 18.00 (UTC+2) | Bulgarije                    | 3 – 0   | Polen         | Slaviastadion, Sofia Toeschouwers: 453 Scheidsrechter: Jaroslav Kozyk |
| 15 november 2019 18.00 (UTC+2) | Jordanov 43' Ivanov 51', 61' | Verslag | 47', 69' Fila | Slaviastadion, Sofia Toeschouwers: 453 Scheidsrechter: Jaroslav Kozyk |

|                                |                                                          |         |         |                                                                      |
| 15 november 2019 19.00 (UTC+1) | Servië                                                   | 6 – 0   | Estland | Stadion Čair, Niš Toeschouwers: 504 Scheidsrechter: Nathan Verboomen |
| 15 november 2019 19.00 (UTC+1) | L. Ilić 12' Joveljić 20', 52', 61' I. Ilić 38' Tedić 87' | Verslag |         | Stadion Čair, Niš Toeschouwers: 504 Scheidsrechter: Nathan Verboomen |

|                                |        |         |                            |                                                                             |
| 19 november 2019 19.00 (UTC+1) | Servië | 0 – 2   | Rusland                    | Stadion Čair, Niš Toeschouwers: 3.413 Scheidsrechter: Juan Martínez Munuera |
| 19 november 2019 19.00 (UTC+1) |        | Verslag | 8' Tsjalov 44' Soelejmanov | Stadion Čair, Niš Toeschouwers: 3.413 Scheidsrechter: Juan Martínez Munuera |

|                                |                    |         |                              |                                                                                        |
| 4 september 2020 17.00 (UTC+3) | Letland            | 2 – 2   | Servië                       | Ziemgales Olimpiskais stadionas, Jelgava Toeschouwers: 0 Scheidsrechter: Gai Leibovitz |
| 4 september 2020 17.00 (UTC+3) | Liepa 7' Regža 16' | Verslag | 50' Mašović 66' (pen.) Adžić | Ziemgales Olimpiskais stadionas, Jelgava Toeschouwers: 0 Scheidsrechter: Gai Leibovitz |

|                                |         |         |                                                               |                                                                           |
| 4 september 2020 19.00 (UTC+3) | Estland | 0 – 6   | Polen                                                         | Pärnu Rannastaadion, Pärnu Toeschouwers: 0 Scheidsrechter: Petri Viljanen |
| 4 september 2020 19.00 (UTC+3) |         | Verslag | 4', 58' Bogusz 15' Klimala 34' Kamiński 47' Gumny 81' Tomczyk | Pärnu Rannastaadion, Pärnu Toeschouwers: 0 Scheidsrechter: Petri Viljanen |

|                                |                            |         |           |                                                                     |
| 4 september 2020 19.00 (UTC+3) | Rusland                    | 2 – 0   | Bulgarije | Arena Chimki, Chimki Toeschouwers: 0 Scheidsrechter: Arda Kardeşler |
| 4 september 2020 19.00 (UTC+3) | Gloesjenkov 1' Divejev 65' | Verslag |           | Arena Chimki, Chimki Toeschouwers: 0 Scheidsrechter: Arda Kardeşler |

|                                |           |         |              |                                                                                               |
| 8 september 2020 17.00 (UTC+3) | Letland   | 1 – 1   | Estland      | Ziemgales Olimpiskais stadionas, Jelgava Toeschouwers: 0 Scheidsrechter: Goga Kikatsjejsjvili |
| 8 september 2020 17.00 (UTC+3) | Regža 61' | Verslag | 53' Reinkort | Ziemgales Olimpiskais stadionas, Jelgava Toeschouwers: 0 Scheidsrechter: Goga Kikatsjejsjvili |

|                                |             |         |         |                                                                    |
| 8 september 2020 18.00 (UTC+2) | Polen       | 1 – 0   | Rusland | Stadion Widzewa, Łódź Toeschouwers: 0 Scheidsrechter: Kevin Clancy |
| 8 september 2020 18.00 (UTC+2) | Dziczek 61' | Verslag |         | Stadion Widzewa, Łódź Toeschouwers: 0 Scheidsrechter: Kevin Clancy |

|                                |                                           |         |                       |                                                                               |
| 8 september 2020 20.00 (UTC+2) | Servië                                    | 1 – 2   | Bulgarije             | Stadion Metalac, Gornji Milanovac Toeschouwers: 0 Scheidsrechter: Espen Eskås |
| 8 september 2020 20.00 (UTC+2) | L. Ilić 86' (pen.) Birmančević 80', 90+3' | Verslag | 45' Iliev 64' Krastev | Stadion Metalac, Gornji Milanovac Toeschouwers: 0 Scheidsrechter: Espen Eskås |

|                              |                                                          |         |         |                                                                      |
| 9 oktober 2020 18.00 (UTC+3) | Rusland                                                  | 4 – 0   | Estland | Arena Chimki, Chimki Toeschouwers: 650 Scheidsrechter: António Nobre |
| 9 oktober 2020 18.00 (UTC+3) | Villota 8' (e.d.) Koetsjajev 13' Tsjalov 21' (pen.), 40' | Verslag |         | Arena Chimki, Chimki Toeschouwers: 650 Scheidsrechter: António Nobre |

|                              |            |         |                |                                                                       |
| 9 oktober 2020 18.45 (UTC+3) | Bulgarije  | 1 – 0   | Letland        | Slaviastadion, Sofia Toeschouwers: 0 Scheidsrechter: Viktor Sjimoesik |
| 9 oktober 2020 18.45 (UTC+3) | Ivanov 67' | Verslag | 43', 47' Regža | Slaviastadion, Sofia Toeschouwers: 0 Scheidsrechter: Viktor Sjimoesik |

|                              |             |         |       |                                                                                      |
| 9 oktober 2020 18.00 (UTC+2) | Servië      | 1 – 0   | Polen | Stadion Metalac, Gornji Milanovac Toeschouwers: 0 Scheidsrechter: Bram Van Driessche |
| 9 oktober 2020 18.00 (UTC+2) | Nikolić 11' | Verslag |       | Stadion Metalac, Gornji Milanovac Toeschouwers: 0 Scheidsrechter: Bram Van Driessche |

|                               |         |       |        |                                                                                  |
| 13 oktober 2020 16.00 (UTC+3) | Estland | 0 – 0 | Servië | Slokasstadion, Jūrmala (Letland) Toeschouwers: 0 Scheidsrechter: Paul McLaughlin |
| 13 oktober 2020 16.00 (UTC+3) | Verslag |       |        | Slokasstadion, Jūrmala (Letland) Toeschouwers: 0 Scheidsrechter: Paul McLaughlin |

|                               |              |         |                                                         |                                                                      |
| 13 oktober 2020 17.00 (UTC+3) | Letland      | 1 – 4   | Rusland                                                 | Skontostadion, Riga Toeschouwers: 653 Scheidsrechter: Roomer Tarajev |
| 13 oktober 2020 17.00 (UTC+3) | Lūsiņš 90+3' | Verslag | 28' Koetsjajev 51' Jevgenjev 55' Lesovoj 85' Lomovitski | Skontostadion, Riga Toeschouwers: 653 Scheidsrechter: Roomer Tarajev |

|                               |          |         |              |                                                                           |
| 13 oktober 2020 18.00 (UTC+2) | Polen    | 1 – 1   | Bulgarije    | Stadion GOSiR, Gdynia Toeschouwers: 1.894 Scheidsrechter: Allard Lindhout |
| 13 oktober 2020 18.00 (UTC+2) | Bida 66' | Verslag | 41' Dimitrov | Stadion GOSiR, Gdynia Toeschouwers: 1.894 Scheidsrechter: Allard Lindhout |

|                                |                                  |         |         |                                                                     |
| 17 november 2020 18.30 (UTC+2) | Bulgarije                        | 3 – 0   | Estland | Slaviastadion, Sofia Toeschouwers: 0 Scheidsrechter: Walter Altmann |
| 17 november 2020 18.30 (UTC+2) | Kotev 28' Tombak 30' Krastev 88' | Verslag |         | Slaviastadion, Sofia Toeschouwers: 0 Scheidsrechter: Walter Altmann |

|                                |                                   |         |           |                                                                       |
| 17 november 2020 17.30 (UTC+1) | Polen                             | 3 – 1   | Letland   | Stadion Widzewa, Łódź Toeschouwers: 0 Scheidsrechter: Dragan Petrović |
| 17 november 2020 17.30 (UTC+1) | Białek 48' Kiwior 61' Klimala 71' | Verslag | 89' Regža | Stadion Widzewa, Łódź Toeschouwers: 0 Scheidsrechter: Dragan Petrović |

#### Groep 6
| Pos | Team            | Wed | W | G | V | Ptn | DV | DT | +/− | Kwalificatie                 |       | Vlag van Spanje | Vlag van Noord-Macedonië | Vlag van Israël | Vlag van Kazachstan | Vlag van Faeröer | Vlag van Montenegro |
| --- | --------------- | --- | - | - | - | --- | -- | -- | --- | ---------------------------- | ----- | --------------- | ------------------------ | --------------- | ------------------- | ---------------- | ------------------- |
| 1   | Spanje          | 10  | 9 | 1 | 0 | 28  | 20 | 1  | +19 | Geplaatst voor hoofdtoernooi |       |                 | 3 – 0                    | 3 – 0           | 3 – 0               | 2 – 0            | 2 – 0               |
| 2   | Noord-Macedonië | 10  | 5 | 3 | 2 | 18  | 20 | 12 | +8  | Naar stand nummers twee      |       | 0 – 1           |                          | 1 – 1           | 1 – 1               | 7 – 1            | 2 – 1               |
| 3   | Israël          | 10  | 3 | 4 | 3 | 13  | 12 | 14 | −2  |                              |       | 1 – 1           | 1 – 1                    |                 | 1 – 2               | 3 – 1            | 0 – 0               |
| 4   | Kazachstan      | 10  | 3 | 1 | 6 | 10  | 12 | 21 | −9  |                              | 0 – 1 | 1 – 4           | 1 – 2                    |                 | 2 – 3               | 0 – 4            |                     |
| 5   | Faeröer         | 10  | 3 | 0 | 7 | 9   | 11 | 25 | −14 |                              | 0 – 2 | 1 – 2           | 3 – 1                    | 1 – 3           |                     | 1 – 0            |                     |
| 6   | Montenegro      | 10  | 2 | 1 | 7 | 7   | 11 | 13 | −2  |                              | 0 – 2 | 1 – 2           | 1 – 2                    | 1 – 2           | 3 – 0               |                  |                     |

|                           |                   |         |                                            |                                                                           |
| 6 juni 2019 17.00 (UTC+1) | Faeröer           | 1 – 3   | Kazachstan                                 | Svangaskarð, Toftir Toeschouwers: 213 Scheidsrechter: Iwan Arwel Griffith |
| 6 juni 2019 17.00 (UTC+1) | Radosavljevic 85' | Verslag | 2' Bachtiarov 68' Batsjek 90+4' Prokopenko | Svangaskarð, Toftir Toeschouwers: 213 Scheidsrechter: Iwan Arwel Griffith |

|                            |                      |         |                              |                                                                                      |
| 11 juni 2019 20.30 (UTC+2) | Montenegro           | 1 – 2   | Kazachstan                   | Pod Goricomstadion, Podgorica Toeschouwers: 1.000 Scheidsrechter: Giorgi Kroeasjvili |
| 11 juni 2019 20.30 (UTC+2) | Toersynbaj 3' (e.d.) | Verslag | 62' Sejdachmet 90+4' Karïmov | Pod Goricomstadion, Podgorica Toeschouwers: 1.000 Scheidsrechter: Giorgi Kroeasjvili |

|                                |                  |         |                 |                                                                         |
| 6 september 2019 19.00 (UTC+6) | Kazachstan       | 0 – 1   | Spanje          | Astana Arena, Nur-Sultan Toeschouwers: 5.149 Scheidsrechter: Nick Walsh |
| 6 september 2019 19.00 (UTC+6) | Prokopenko 90+2' | Verslag | 28' (pen.) Olmo | Astana Arena, Nur-Sultan Toeschouwers: 5.149 Scheidsrechter: Nick Walsh |

|                                |                                                |         |         |                                                                        |
| 6 september 2019 20.00 (UTC+2) | Montenegro                                     | 3 – 0   | Faeröer | Stadion Gradski, Nikšić Toeschouwers: 438 Scheidsrechter: Barbeno Luca |
| 6 september 2019 20.00 (UTC+2) | N. Krstović 19', 30' (pen.) Vukotić 44' (pen.) | Verslag |         | Stadion Gradski, Nikšić Toeschouwers: 438 Scheidsrechter: Barbeno Luca |

|                                 |              |         |                     |                                                                                 |
| 10 september 2019 19.00 (UTC+6) | Kazachstan   | 1 – 2   | Israël              | Astana Arena, Nur-Sultan Toeschouwers: 1.500 Scheidsrechter: Zaven Hovhannisyan |
| 10 september 2019 19.00 (UTC+6) | Sjvyrjov 22' | Verslag | 2' Almog 83' Yosefi | Astana Arena, Nur-Sultan Toeschouwers: 1.500 Scheidsrechter: Zaven Hovhannisyan |

|                                 |                                                                  |         |                      |                                                                                          |
| 10 september 2019 16.00 (UTC+2) | Noord-Macedonië                                                  | 7 – 1   | Faeröer              | Training Centre Petar Miloševski, Skopje Toeschouwers: 278 Scheidsrechter: Jason Barcelo |
| 10 september 2019 16.00 (UTC+2) | Mitrovski 26', 45+3', 85' Čurlinov 32', 88' Daci 59' Lichina 62' | Verslag | 19' (pen.) Andreasen | Training Centre Petar Miloševski, Skopje Toeschouwers: 278 Scheidsrechter: Jason Barcelo |

|                                 |             |         |            |                                                                                                  |
| 10 september 2019 19.45 (UTC+2) | Spanje      | 2 – 0   | Montenegro | Nou Estadi Castàlia, Castellón de la Plana Toeschouwers: 4.669 Scheidsrechter: Aleksej Matjoenin |
| 10 september 2019 19.45 (UTC+2) | Olmo 3', 9' | Verslag |            | Nou Estadi Castàlia, Castellón de la Plana Toeschouwers: 4.669 Scheidsrechter: Aleksej Matjoenin |

|                               |                 |         |                                           |                                                                          |
| 10 oktober 2019 17.00 (UTC+2) | Montenegro      | 1 – 2   | Noord-Macedonië                           | DG Arena, Podgorica Toeschouwers: 1.000 Scheidsrechter: Stephan Klossner |
| 10 oktober 2019 17.00 (UTC+2) | Skenderović 10' | Verslag | 14', 33' (pen.) Atanasov 86', 88' Toseski | DG Arena, Podgorica Toeschouwers: 1.000 Scheidsrechter: Stephan Klossner |

|                               |                  |         |               |                                                                                           |
| 15 oktober 2019 14.30 (UTC+2) | Noord-Macedonië  | 1 – 1   | Kazachstan    | Training Centre Petar Miloševski, Skopje Toeschouwers: 680 Scheidsrechter: Mykola Balakin |
| 15 oktober 2019 14.30 (UTC+2) | M. Ristovski 20' | Verslag | 75' Omirtajev | Training Centre Petar Miloševski, Skopje Toeschouwers: 680 Scheidsrechter: Mykola Balakin |

|                               |                           |         |               |                                                                               |
| 15 oktober 2019 19.35 (UTC+3) | Israël                    | 3 – 1   | Faeröer       | HaMoshavastadion, Petach Tikwa Toeschouwers: 1.050 Scheidsrechter: Ian McNabb |
| 15 oktober 2019 19.35 (UTC+3) | Baribo 8', 53' Malede 86' | Verslag | 64' Samuelsen | HaMoshavastadion, Petach Tikwa Toeschouwers: 1.050 Scheidsrechter: Ian McNabb |

|                               |            |         |                          |                                                                                    |
| 15 oktober 2019 18.45 (UTC+2) | Montenegro | 0 – 2   | Spanje                   | Pod Goricomstadion, Podgorica Toeschouwers: 2.458 Scheidsrechter: Halil Umut Meler |
| 15 oktober 2019 18.45 (UTC+2) |            | Verslag | 34' Buñuel 62' Cucurella | Pod Goricomstadion, Podgorica Toeschouwers: 2.458 Scheidsrechter: Halil Umut Meler |

|                                |         |       |            |                                                                                  |
| 14 november 2019 20.05 (UTC+2) | Israël  | 0 – 0 | Montenegro | Sammy Oferstadion, Haifa Toeschouwers: 2.050 Scheidsrechter: Iwan Arwel Griffith |
| 14 november 2019 20.05 (UTC+2) | Verslag |       |            | Sammy Oferstadion, Haifa Toeschouwers: 2.050 Scheidsrechter: Iwan Arwel Griffith |

|                                |                                            |         |                 | |
| 14 november 2019 19.45 (UTC+1) | Spanje                                     | 3 – 0   | Noord-Macedonië | Estadio Municipal de Santo Domingo, Alcorcón Toeschouwers: 2.033 Scheidsrechter: Mads-Kristoffer Kristoffersen |
| 14 november 2019 19.45 (UTC+1) | García 7' Serafimov 47' (e.d.) Pedrosa 87' | Verslag |                 | Estadio Municipal de Santo Domingo, Alcorcón Toeschouwers: 2.033 Scheidsrechter: Mads-Kristoffer Kristoffersen |

|                                |                   |         |           |                                                                              |
| 19 november 2019 19.30 (UTC+2) | Israël            | 1 – 1   | Spanje    | Ramat Ganstadion, Ramat Gan Toeschouwers: 4.030 Scheidsrechter: Duje Strukan |
| 19 november 2019 19.30 (UTC+2) | Karzev 81' (pen.) | Verslag | 50' Óscar | Ramat Ganstadion, Ramat Gan Toeschouwers: 4.030 Scheidsrechter: Duje Strukan |

|                                |                                             |         |                   |                                                                           |
| 2 september 2020 17.00 (UTC+1) | Faeröer                                     | 3 – 1   | Israël            | Svangaskarð, Toftir Toeschouwers: 0 Scheidsrechter: Helgi Mikael Jónasson |
| 2 september 2020 17.00 (UTC+1) | Mikkelsen 52' Radosavljevic 77' Knudsen 83' | Verslag | 35' (pen.) Yosefi | Svangaskarð, Toftir Toeschouwers: 0 Scheidsrechter: Helgi Mikael Jónasson |

|                                |            |         |                                             |                                                                               |
| 3 september 2020 19.00 (UTC+6) | Kazachstan | 0 – 4   | Montenegro                                  | Almatı Ortalıq Stadionı, Almaty Toeschouwers: 0 Scheidsrechter: Rahim Hasanov |
| 3 september 2020 19.00 (UTC+6) |            | Verslag | 58', 64' Osmajić 79' Rakonjac 90+2' Vukotić | Almatı Ortalıq Stadionı, Almaty Toeschouwers: 0 Scheidsrechter: Rahim Hasanov |

|                                |                 |         |                 |                                                                          |
| 3 september 2020 18.45 (UTC+2) | Noord-Macedonië | 0 – 1   | Spanje          | Toše Proeskiarena, Skopje Toeschouwers: 0 Scheidsrechter: Horațiu Feșnic |
| 3 september 2020 18.45 (UTC+2) |                 | Verslag | 83' (pen.) Duro | Toše Proeskiarena, Skopje Toeschouwers: 0 Scheidsrechter: Horațiu Feșnic |

|                                |             |         |                               |                                                                  |
| 8 september 2020 14.00 (UTC+1) | Faeröer     | 1 – 2   | Noord-Macedonië               | Tórsvøllur, Tórshavn Toeschouwers: 0 Scheidsrechter: Rohit Saggi |
| 8 september 2020 14.00 (UTC+1) | Knudsen 84' | Verslag | 16' M. Ristovski 80' Ackovski | Tórsvøllur, Tórshavn Toeschouwers: 0 Scheidsrechter: Rohit Saggi |

|                                |              |         |                               |                                                                         |
| 8 september 2020 19.40 (UTC+3) | Israël       | 1 – 2   | Kazachstan                    | Green Stadium, Nazareth Illit Toeschouwers: 0 Scheidsrechter: Genc Nuza |
| 8 september 2020 19.40 (UTC+3) | Shviro 90+1' | Verslag | 45+1' Astanov 90+4' Omirtajev | Green Stadium, Nazareth Illit Toeschouwers: 0 Scheidsrechter: Genc Nuza |

|                              |                                        |         |                                              |                                                                                 |
| 8 oktober 2020 17.00 (UTC+6) | Kazachstan                             | 1 – 4   | Noord-Macedonië                              | Almatı Ortalıq Stadionı, Almaty Toeschouwers: 0 Scheidsrechter: Lukas Fähndrich |
| 8 oktober 2020 17.00 (UTC+6) | Omirtajev 52', 22', 55' Orynbassar 70' | Verslag | 38', 48' Čurlinov 41' Atanasov 67' Mitrovski | Almatı Ortalıq Stadionı, Almaty Toeschouwers: 0 Scheidsrechter: Lukas Fähndrich |

|                              |                             |         |                                  |                                                                    |
| 8 oktober 2020 18.00 (UTC+2) | Montenegro                  | 1 – 2   | Israël                           | DG Arena, Podgorica Toeschouwers: 0 Scheidsrechter: Denys Sjoerman |
| 8 oktober 2020 18.00 (UTC+2) | N. Krstović 50' Carević 80' | Verslag | 15' (pen.), 83' Almog 56' Shlomo | DG Arena, Podgorica Toeschouwers: 0 Scheidsrechter: Denys Sjoerman |

|                              |         |         |                 |                                                                    |
| 8 oktober 2020 17.45 (UTC+1) | Faeröer | 0 – 2   | Spanje          | Tórsvøllur, Tórshavn Toeschouwers: 121 Scheidsrechter: David Munro |
| 8 oktober 2020 17.45 (UTC+1) |         | Verslag | 51', 90+1' Díaz | Tórsvøllur, Tórshavn Toeschouwers: 121 Scheidsrechter: David Munro |

|                               |                 |         |           |                                                                                     |
| 13 oktober 2020 14.30 (UTC+2) | Noord-Macedonië | 1 – 1   | Israël    | Training Centre Petar Miloševski, Skopje Toeschouwers: 0 Scheidsrechter: Nick Walsh |
| 13 oktober 2020 14.30 (UTC+2) | Atanasov 90+5'  | Verslag | 21' Elias | Training Centre Petar Miloševski, Skopje Toeschouwers: 0 Scheidsrechter: Nick Walsh |

|                               |                   |         |            |                                                                       |
| 13 oktober 2020 17.00 (UTC+1) | Faeröer           | 1 – 0   | Montenegro | Svangaskarð, Toftir Toeschouwers: 0 Scheidsrechter: Athanasios Tzilos |
| 13 oktober 2020 17.00 (UTC+1) | Radosavljevic 29' | Verslag |            | Svangaskarð, Toftir Toeschouwers: 0 Scheidsrechter: Athanasios Tzilos |

|                               |                              |         |            |                                                                                             |
| 13 oktober 2020 18.45 (UTC+2) | Spanje                       | 3 – 0   | Kazachstan | Estadio Municipal de Santo Domingo, Alcorcón Toeschouwers: 0 Scheidsrechter: Volen Tsjinkov |
| 13 oktober 2020 18.45 (UTC+2) | Guillamón 65' Gómez 71', 85' | Verslag |            | Estadio Municipal de Santo Domingo, Alcorcón Toeschouwers: 0 Scheidsrechter: Volen Tsjinkov |

|                                |                                  |         |                 |                                                                        |
| 12 november 2020 19.30 (UTC+2) | Israël                           | 1 – 1   | Noord-Macedonië | Netanjastadion, Netanja Toeschouwers: 0 Scheidsrechter: Denys Sjoerman |
| 12 november 2020 19.30 (UTC+2) | Yosefi 1' Gurfinkel 90+3', 90+5' | Verslag | 76' Atanasov    | Netanjastadion, Netanja Toeschouwers: 0 Scheidsrechter: Denys Sjoerman |

|                                |                       |         |         |                                                                                       |
| 12 november 2020 19.00 (UTC+1) | Spanje                | 2 – 0   | Faeröer | Estadio Municipal de Marbella, Marbella Toeschouwers: 0 Scheidsrechter: Admir Šehović |
| 12 november 2020 19.00 (UTC+1) | Pedrosa 67' López 87' | Verslag |         | Estadio Municipal de Marbella, Marbella Toeschouwers: 0 Scheidsrechter: Admir Šehović |

|                                |                                  |         |                                              |                                                                                       |
| 17 november 2020 17.00 (UTC+6) | Kazachstan                       | 2 – 3   | Faeröer                                      | Kazhymukan Munaitpasovstadion, Şımkent Toeschouwers: 0 Scheidsrechter: Visar Kastrati |
| 17 november 2020 17.00 (UTC+6) | Karïmov 65' Omirtajev 81' (pen.) | Verslag | 20' Radosavljevic 50' Knudsen 64' Johannesen | Kazhymukan Munaitpasovstadion, Şımkent Toeschouwers: 0 Scheidsrechter: Visar Kastrati |

|                                |                                     |         |                 |                                                                                            |
| 17 november 2020 13.30 (UTC+1) | Noord-Macedonië                     | 2 – 1   | Montenegro      | Training Centre Petar Miloševski, Skopje Toeschouwers: 0 Scheidsrechter: Christopher Jäger |
| 17 november 2020 13.30 (UTC+1) | Gjorgjievski 13' Miovski 78' (pen.) | Verslag | 86' N. Krstović | Training Centre Petar Miloševski, Skopje Toeschouwers: 0 Scheidsrechter: Christopher Jäger |

|                                |                                                |         |        |                                                                                     |
| 17 november 2020 18.45 (UTC+1) | Spanje                                         | 3 – 0   | Israël | Estadio Municipal de Marbella, Marbella Toeschouwers: 0 Scheidsrechter: Mario Zebec |
| 17 november 2020 18.45 (UTC+1) | López 65' (pen.) Barrenetxea 75' Moncayola 89' | Verslag |        | Estadio Municipal de Marbella, Marbella Toeschouwers: 0 Scheidsrechter: Mario Zebec |

#### Groep 7
| Pos | Team        | Wed | W | G | V | Ptn | DV | DT | +/− | Kwalificatie                 |       | Vlag van Nederland | Vlag van Portugal | Vlag van Noorwegen | Vlag van Wit-Rusland | Vlag van Cyprus | Vlag van Gibraltar |
| --- | ----------- | --- | - | - | - | --- | -- | -- | --- | ---------------------------- | ----- | ------------------ | ----------------- | ------------------ | -------------------- | --------------- | ------------------ |
| 1   | Nederland   | 10  | 9 | 0 | 1 | 27  | 46 | 5  | +41 | Geplaatst voor hoofdtoernooi |       |                    | 4 – 2             | 2 – 0              | 5 – 0                | 5 – 1           | 5 – 0              |
| 2   | Portugal    | 10  | 9 | 0 | 1 | 27  | 29 | 9  | +20 | Geplaatst voor hoofdtoernooi |       | 2 – 1              |                   | 4 – 1              | 3 – 0                | 2 – 1           | 4 – 0              |
| 3   | Noorwegen   | 8   | 3 | 1 | 4 | 10  | 14 | 16 | −2  |                              |       | 0 – 4              | 2 – 3             |                    | X                    | 2 – 1           | 6 – 0              |
| 4   | Wit-Rusland | 9   | 2 | 2 | 5 | 8   | 15 | 21 | −6  |                              | 0 – 7 | 0 – 2              | 1 – 1             |                    | 1 – 2                | 10 – 0          |                    |
| 5   | Cyprus      | 9   | 2 | 1 | 6 | 7   | 8  | 24 | −16 |                              | 0 – 7 | 0 – 4              | 1 – 2             | 1 – 1              |                      | 1 – 0           |                    |
| 6   | Gibraltar   | 8   | 0 | 0 | 8 | 0   | 0  | 37 | −37 |                              | 0 – 6 | 0 – 3              | X                 | 0 – 2              | X                    |                 |                    |

1. 1 2  Gerangschikt op onderling doelsaldo: Nederland +1, Portugal −1.

|                             |           |         |           |                                                                         |
| 20 maart 2019 15.30 (UTC+2) | Cyprus    | 1 – 0   | Gibraltar | Ammochostosstadion, Larnaca Toeschouwers: 240 Scheidsrechter: Genc Nuza |
| 20 maart 2019 15.30 (UTC+2) | Roles 62' | Verslag |           | Ammochostosstadion, Larnaca Toeschouwers: 240 Scheidsrechter: Genc Nuza |

|                           | |         |           |                                                                         |
| 8 juni 2019 14.00 (UTC+3) | Wit-Rusland                                                                                           | 10 – 0  | Gibraltar | Torpedostadion, Zjodzina Toeschouwers: 1.123 Scheidsrechter: Yigal Frid |
| 8 juni 2019 14.00 (UTC+3) | Sjkoerdjoek 31' Bachar 45+2', 75', 84' Podstrelov 55' Klenjo 68', 78', 90' Alsjanik 72' Pjatrenka 80' | Verslag |           | Torpedostadion, Zjodzina Toeschouwers: 1.123 Scheidsrechter: Yigal Frid |

|                                |                                      |         |           | |
| 5 september 2019 20.45 (UTC+1) | Portugal                             | 4 – 0   | Gibraltar | Complexo Desportivo FC Alverca, Alverca do Ribatejo Toeschouwers: 4.783 Scheidsrechter: Roomer Tarajev |
| 5 september 2019 20.45 (UTC+1) | Trincão 8' Mota 13', 60' Queirós 66' | Verslag |           | Complexo Desportivo FC Alverca, Alverca do Ribatejo Toeschouwers: 4.783 Scheidsrechter: Roomer Tarajev |

|                                |                           |         |                |                                                                                |
| 6 september 2019 19.00 (UTC+2) | Noorwegen                 | 2 – 1   | Cyprus         | Marienlyststadion, Drammen Toeschouwers: 590 Scheidsrechter: Foerkat Atazjanov |
| 6 september 2019 19.00 (UTC+2) | Heintz 19' Thorstvedt 56' | Verslag | 74' Polikarpou | Marienlyststadion, Drammen Toeschouwers: 590 Scheidsrechter: Foerkat Atazjanov |

|                                 |                                                                 |         |              |                                                                              |
| 10 september 2019 19.00 (UTC+2) | Nederland                                                       | 5 – 1   | Cyprus       | De Vijverberg, Doetinchem Toeschouwers: 5.500 Scheidsrechter: Denys Sjoerman |
| 10 september 2019 19.00 (UTC+2) | Koopmeiners 16' (pen.) De Wit 26', 86' Sierhuis 29' Zeefuik 90' | Verslag | 11' Sotiriou | De Vijverberg, Doetinchem Toeschouwers: 5.500 Scheidsrechter: Denys Sjoerman |

|                                 |             |         |                     |                                                                                   |
| 10 september 2019 20.00 (UTC+3) | Wit-Rusland | 0 – 2   | Portugal            | Torpedostadion, Zjodzina Toeschouwers: 1.370 Scheidsrechter: Ioannis Papadopoulos |
| 10 september 2019 20.00 (UTC+3) |             | Verslag | 68' Leão 90+4' Mota | Torpedostadion, Zjodzina Toeschouwers: 1.370 Scheidsrechter: Ioannis Papadopoulos |

|                               |                |         |             |                                                                        |
| 11 oktober 2019 18.00 (UTC+3) | Wit-Rusland    | 1 – 1   | Noorwegen   | Torpedostadion, Zjodzina Toeschouwers: 300 Scheidsrechter: Enea Jorgji |
| 11 oktober 2019 18.00 (UTC+3) | Gretsjicho 58' | Verslag | 79' Bohinen | Torpedostadion, Zjodzina Toeschouwers: 300 Scheidsrechter: Enea Jorgji |

|                               |                                                   |         |                                  |                                                                                |
| 11 oktober 2019 18.30 (UTC+2) | Nederland                                         | 4 – 2   | Portugal                         | De Vijverberg, Doetinchem Toeschouwers: 8.025 Scheidsrechter: Roi Reinshreiber |
| 11 oktober 2019 18.30 (UTC+2) | Boadu 8', 84' Koopmeiners 50' (pen.) Stengs 90+4' | Verslag | 42' Queirós 64' (pen.) Fernandes | De Vijverberg, Doetinchem Toeschouwers: 8.025 Scheidsrechter: Roi Reinshreiber |

|                               |            |         |                |                                                                             |
| 15 oktober 2019 15.30 (UTC+3) | Cyprus     | 1 – 1   | Wit-Rusland    | Ammochostosstadion, Larnaca Toeschouwers: 149 Scheidsrechter: Michal Ocenáš |
| 15 oktober 2019 15.30 (UTC+3) | Shelis 37' | Verslag | 68' Gretsjicho | Ammochostosstadion, Larnaca Toeschouwers: 149 Scheidsrechter: Michal Ocenáš |

|                               |           |         |                                                |                                                                               |
| 15 oktober 2019 18.30 (UTC+2) | Noorwegen | 0 – 4   | Nederland                                      | Marienlyststadion, Drammen Toeschouwers: 1.100 Scheidsrechter: Marco Di Bello |
| 15 oktober 2019 18.30 (UTC+2) |           | Verslag | 30', 90+5' Van Drongelen 47' Stengs 67' De Wit | Marienlyststadion, Drammen Toeschouwers: 1.100 Scheidsrechter: Marco Di Bello |

|                                |           |         |                                               |                                                                                |
| 14 november 2019 19.00 (UTC+1) | Gibraltar | 0 – 6   | Nederland                                     | Victoriastadion, Gibraltar Toeschouwers: 720 Scheidsrechter: Emmanouil Skoulas |
| 14 november 2019 19.00 (UTC+1) |           | Verslag | 16', 63' Gakpo 38', 66', 76' De Wit 88' Redan | Victoriastadion, Gibraltar Toeschouwers: 720 Scheidsrechter: Emmanouil Skoulas |

|                                |               |         |                     |                                                                             |
| 15 november 2019 14.30 (UTC+2) | Cyprus        | 1 – 2   | Noorwegen           | Ammochostosstadion, Larnaca Toeschouwers: 200 Scheidsrechter: Suren Baliyan |
| 15 november 2019 14.30 (UTC+2) | Neophytou 20' | Verslag | 72', 85' Thorstvedt | Ammochostosstadion, Larnaca Toeschouwers: 200 Scheidsrechter: Suren Baliyan |

|                                |                                  |         |                                          |                                                                               |
| 19 november 2019 18.30 (UTC+1) | Noorwegen                        | 2 – 3   | Portugal                                 | Marienlyststadion, Drammen Toeschouwers: 505 Scheidsrechter: Sergey Lapochkin |
| 19 november 2019 18.30 (UTC+1) | Thorstvedt 83' (pen.) Larsen 90' | Verslag | 2', 78' Vieira 20' Jota 23', 30' Queirós | Marienlyststadion, Drammen Toeschouwers: 505 Scheidsrechter: Sergey Lapochkin |

|                                |           |         |                               |                                                                                 |
| 19 november 2019 20.00 (UTC+1) | Gibraltar | 0 – 2   | Wit-Rusland                   | Victoriastadion, Gibraltar Toeschouwers: 720 Scheidsrechter: Bram Van Driessche |
| 19 november 2019 20.00 (UTC+1) |           | Verslag | 25' (pen.) Sedko 59' Sjkoerin | Victoriastadion, Gibraltar Toeschouwers: 720 Scheidsrechter: Bram Van Driessche |

|                                |        |         |                                       |                                                                                        |
| 4 september 2020 19.00 (UTC+3) | Cyprus | 0 – 4   | Portugal                              | AEK Arena - Georgios Karapatakis, Larnaca Toeschouwers: 0 Scheidsrechter: Urs Schnyder |
| 4 september 2020 19.00 (UTC+3) |        | Verslag | 7', 27' Leite 53' Jota 85' João Mário | AEK Arena - Georgios Karapatakis, Larnaca Toeschouwers: 0 Scheidsrechter: Urs Schnyder |

|                                |                                                                   |         |           |                                                                              |
| 4 september 2020 18.00 (UTC+2) | Noorwegen                                                         | 6 – 0   | Gibraltar | Marienlyststadion, Drammen Toeschouwers: 0 Scheidsrechter: Oskari Hämäläinen |
| 4 september 2020 18.00 (UTC+2) | Hauge 13' (pen.) Risa 22', 78' Larsen 69' (pen.), 79', 90' (pen.) | Verslag |           | Marienlyststadion, Drammen Toeschouwers: 0 Scheidsrechter: Oskari Hämäläinen |

|                                |               |         |                                                                              |                                                                          |
| 4 september 2020 19.00 (UTC+3) | Wit-Rusland   | 0 – 7   | Nederland                                                                    | Torpedostadion, Zjodzina Toeschouwers: 0 Scheidsrechter: Dumitru Muntean |
| 4 september 2020 19.00 (UTC+3) | Pristsjepa 7' | Verslag | 2', 33' Boadu 8' (pen.) Koopmeiners 54', 67' De Wit 81' Sierhuis 90' Harroui | Torpedostadion, Zjodzina Toeschouwers: 0 Scheidsrechter: Dumitru Muntean |

|                                |                      |         |           |                                                                   |
| 8 september 2020 20.00 (UTC+2) | Nederland            | 2 – 0   | Noorwegen | Yanmar Stadion, Almere Toeschouwers: 0 Scheidsrechter: Karim Abed |
| 8 september 2020 20.00 (UTC+2) | Lang 82' Boadu 90+2' | Verslag |           | Yanmar Stadion, Almere Toeschouwers: 0 Scheidsrechter: Karim Abed |

|                              |                                                         |         |           |                                                                  |
| 8 oktober 2020 20.00 (UTC+2) | Nederland                                               | 5 – 0   | Gibraltar | De Koel, Venlo Toeschouwers: 0 Scheidsrechter: Christopher Jäger |
| 8 oktober 2020 20.00 (UTC+2) | De Wit 7', 24' Kadıoğlu 39' Zeefuik 70' Ekkelenkamp 78' | Verslag |           | De Koel, Venlo Toeschouwers: 0 Scheidsrechter: Christopher Jäger |

|                              |                      |         |                           |                                                                          |
| 9 oktober 2020 18.00 (UTC+3) | Wit-Rusland          | 1 – 2   | Cyprus                    | Torpedostadion, Zjodzina Toeschouwers: 105 Scheidsrechter: Tihomir Pejin |
| 9 oktober 2020 18.00 (UTC+3) | Davyskiba 87' (pen.) | Verslag | 7' Sotiriou 48' Peratikos | Torpedostadion, Zjodzina Toeschouwers: 105 Scheidsrechter: Tihomir Pejin |

|                              |                                    |         |            | |
| 9 oktober 2020 19.30 (UTC+1) | Portugal                           | 4 – 1   | Noorwegen  | Estádio António Coimbra da Mota, Estoril Toeschouwers: 0 Scheidsrechter: Vilhjálmur Alvar Þórarinsson |
| 9 oktober 2020 19.30 (UTC+1) | Neto 6', 16' Ferreira 69' Mota 88' | Verslag | 34' Larsen | Estádio António Coimbra da Mota, Estoril Toeschouwers: 0 Scheidsrechter: Vilhjálmur Alvar Þórarinsson |

|                               |        |         |                                                                              |                                                                                           |
| 13 oktober 2020 19.00 (UTC+3) | Cyprus | 0 – 7   | Nederland                                                                    | AEK Arena - Georgios Karapatakis, Larnaca Toeschouwers: 0 Scheidsrechter: Eldorjan Hamiti |
| 13 oktober 2020 19.00 (UTC+3) |        | Verslag | 22' Gravenberch 50', 65' Ekkelenkamp 51', 73', 90' (pen.) Sierhuis 82' Boadu | AEK Arena - Georgios Karapatakis, Larnaca Toeschouwers: 0 Scheidsrechter: Eldorjan Hamiti |

|                               |           |         |                        |                                                                          |
| 13 oktober 2020 19.00 (UTC+2) | Gibraltar | 0 – 3   | Portugal               | Victoriastadion, Gibraltar Toeschouwers: 0 Scheidsrechter: Fyodor Zammit |
| 13 oktober 2020 19.00 (UTC+2) |           | Verslag | 16' Jota 50', 80' Pote | Victoriastadion, Gibraltar Toeschouwers: 0 Scheidsrechter: Fyodor Zammit |

|                              |                                                        |         |             |                                                                                    |
| 12 november 2020 19.30 (UTC) | Portugal                                               | 3 – 0   | Wit-Rusland | Estádio Municipal de Portimão, Portimão Toeschouwers: 0 Scheidsrechter: Fedayi San |
| 12 november 2020 19.30 (UTC) | Prischepa 3' (e.d.) Vieira 19' (pen.) Ramos 90' (pen.) | Verslag |             | Estádio Municipal de Portimão, Portimão Toeschouwers: 0 Scheidsrechter: Fedayi San |

|                                |           |          |           |                            |
| 13 november 2020 19.00 (UTC+1) | Gibraltar | Afgelast | Noorwegen | Victoriastadion, Gibraltar |
| 13 november 2020 19.00 (UTC+1) | Verslag   |          |           | Victoriastadion, Gibraltar |

|                                |                                       |         |             |                                                                  |
| 15 november 2020 14.30 (UTC+1) | Nederland                             | 5 – 0   | Wit-Rusland | Yanmar Stadion, Almere Toeschouwers: 0 Scheidsrechter: Jens Maae |
| 15 november 2020 14.30 (UTC+1) | Sierhuis 30', 64', 83' Boadu 31', 47' | Verslag |             | Yanmar Stadion, Almere Toeschouwers: 0 Scheidsrechter: Jens Maae |

|                              |                                    |         |              |                                                                                       |
| 15 november 2020 19.30 (UTC) | Portugal                           | 2 – 1   | Cyprus       | Estádio Municipal da Bela Vista, Parchal Toeschouwers: 0 Scheidsrechter: Barbeno Luca |
| 15 november 2020 19.30 (UTC) | Fernandes 45+1' (pen.) Queirós 68' | Verslag | 2' Artymatas | Estádio Municipal da Bela Vista, Parchal Toeschouwers: 0 Scheidsrechter: Barbeno Luca |

|                                |           |          |             |                                                                  |
| 18 november 2020 19.00 (UTC+1) | Noorwegen | Afgelast | Wit-Rusland | Marienlyststadion, Drammen Scheidsrechter: Manfredas Lukjančukas |
| 18 november 2020 19.00 (UTC+1) | Verslag   |          |             | Marienlyststadion, Drammen Scheidsrechter: Manfredas Lukjančukas |

|                                |           |          |        |                            |
| 18 november 2020 19.00 (UTC+1) | Gibraltar | Afgelast | Cyprus | Victoriastadion, Gibraltar |
| 18 november 2020 19.00 (UTC+1) | Verslag   |          |        | Victoriastadion, Gibraltar |

|                              |                |         |           |                                                                                    |
| 18 november 2020 19.30 (UTC) | Portugal       | 2 – 1   | Nederland | Estádio Municipal de Portimão, Portimão Toeschouwers: 0 Scheidsrechter: Nick Walsh |
| 18 november 2020 19.30 (UTC) | Vieira 2', 53' | Verslag | 42' Gakpo | Estádio Municipal de Portimão, Portimão Toeschouwers: 0 Scheidsrechter: Nick Walsh |

#### Groep 8
| Pos | Team          | Wed | W | G | V | Ptn | DV | DT | +/− | Kwalificatie                 |       | Vlag van Denemarken | Vlag van Roemenië | Vlag van Oekraïne | Vlag van Finland | Vlag van Noord-Ierland | Vlag van Malta |
| --- | ------------- | --- | - | - | - | --- | -- | -- | --- | ---------------------------- | ----- | ------------------- | ----------------- | ----------------- | ---------------- | ---------------------- | -------------- |
| 1   | Denemarken    | 10  | 8 | 2 | 0 | 26  | 21 | 9  | +12 | Geplaatst voor hoofdtoernooi |       |                     | 2 – 1             | 1 – 1             | 2 – 1            | 2 – 1                  | 5 – 1          |
| 2   | Roemenië      | 10  | 6 | 2 | 2 | 20  | 22 | 7  | +15 | Geplaatst voor hoofdtoernooi |       | 1 – 1               |                   | 3 – 0             | 4 – 1            | 3 – 0                  | 4 – 1          |
| 3   | Oekraïne      | 10  | 5 | 1 | 4 | 16  | 17 | 11 | +6  |                              |       | 2 – 3               | 1 – 0             |                   | 0 – 2            | 3 – 0                  | 4 – 0          |
| 4   | Finland       | 10  | 4 | 1 | 5 | 13  | 14 | 15 | −1  |                              | 0 – 1 | 1 – 3               | 0 – 2             |                   | 1 – 1            | 4 – 0                  |                |
| 5   | Noord-Ierland | 10  | 2 | 3 | 5 | 9   | 7  | 13 | −6  |                              | 0 – 1 | 0 – 0               | 1 – 0             | 2 – 3             |                  | 0 – 0                  |                |
| 6   | Malta         | 10  | 0 | 1 | 9 | 1   | 4  | 30 | −26 |                              | 1 – 3 | 0 – 3               | 1 – 4             | 0 – 1             | 0 – 2            |                        |                |

|                                |          |         |                                 |                                                                                |
| 6 september 2019 18.30 (UTC+3) | Oekraïne | 0 – 2   | Finland                         | Slavoetytsj-Arena, Zaporizja Toeschouwers: 3.779 Scheidsrechter: Tihomir Pejin |
| 6 september 2019 18.30 (UTC+3) |          | Verslag | 18' Källman 81' (pen.) Valakari | Slavoetytsj-Arena, Zaporizja Toeschouwers: 3.779 Scheidsrechter: Tihomir Pejin |

|                                |               |       |       |                                                                                  |
| 6 september 2019 19.30 (UTC+1) | Noord-Ierland | 0 – 0 | Malta | Ballymena Showgrounds, Ballymena Toeschouwers: 723 Scheidsrechter: Ferenc Karakó |
| 6 september 2019 19.30 (UTC+1) | Verslag       |       |       | Ballymena Showgrounds, Ballymena Toeschouwers: 723 Scheidsrechter: Ferenc Karakó |

|                                 |                                                      |         |       |                                                                               |
| 10 september 2019 18.30 (UTC+3) | Oekraïne                                             | 4 – 0   | Malta | Slavoetytsj-Arena, Zaporizja Toeschouwers: 3.038 Scheidsrechter: Juxhin Xhaja |
| 10 september 2019 18.30 (UTC+3) | Topalov 17' Roesin 21' Ljednjev 40' Tsitaisjvili 83' | Verslag |       | Slavoetytsj-Arena, Zaporizja Toeschouwers: 3.038 Scheidsrechter: Juxhin Xhaja |

|                                 |             |         |               |                                                                           |
| 10 september 2019 19.00 (UTC+3) | Finland     | 1 – 1   | Noord-Ierland | Raatinstadion, Oulu Toeschouwers: 3.666 Scheidsrechter: Julian Weinberger |
| 10 september 2019 19.00 (UTC+3) | Valakari 4' | Verslag | 35' Thompson  | Raatinstadion, Oulu Toeschouwers: 3.666 Scheidsrechter: Julian Weinberger |

|                                 |               |         |           |                                                                         |
| 10 september 2019 18.30 (UTC+2) | Denemarken    | 2 – 1   | Roemenië  | Nordjyske Arena, Aalborg Toeschouwers: 1.702 Scheidsrechter: Erez Papir |
| 10 september 2019 18.30 (UTC+2) | Olsen 3', 55' | Verslag | 80' Coman | Nordjyske Arena, Aalborg Toeschouwers: 1.702 Scheidsrechter: Erez Papir |

|                               |                                                         |         |       |                                                                              |
| 10 oktober 2019 19.00 (UTC+3) | Finland                                                 | 4 – 0   | Malta | Veritasstadion, Turku Toeschouwers: 1.320 Scheidsrechter: Robert Ian Jenkins |
| 10 oktober 2019 19.00 (UTC+3) | Assehnoun 24' Källman 32' Vella 38' (e.d.) Valakari 66' | Verslag |       | Veritasstadion, Turku Toeschouwers: 1.320 Scheidsrechter: Robert Ian Jenkins |

|                               |                         |         |               |                                                                           |
| 10 oktober 2019 18.00 (UTC+2) | Denemarken              | 2 – 1   | Noord-Ierland | Nordjyske Arena, Aalborg Toeschouwers: 647 Scheidsrechter: Donatas Rumšas |
| 10 oktober 2019 18.00 (UTC+2) | Poulsen 30' Odgaard 86' | Verslag | 57' Dunwoody  | Nordjyske Arena, Aalborg Toeschouwers: 647 Scheidsrechter: Donatas Rumšas |

|                               |                                        |         |          |                                                                                   |
| 10 oktober 2019 20.30 (UTC+3) | Roemenië                               | 3 – 0   | Oekraïne | Ilie Oanăstadion, Ploiești Toeschouwers: 5.563 Scheidsrechter: Bartosz Frankowski |
| 10 oktober 2019 20.30 (UTC+3) | Moruțan 75' Petre 80', 90+4' Marin 85' | Verslag |          | Ilie Oanăstadion, Ploiești Toeschouwers: 5.563 Scheidsrechter: Bartosz Frankowski |

|                               |         |         |            |                                                                       |
| 14 oktober 2019 19.00 (UTC+3) | Finland | 0 – 1   | Denemarken | Pori Stadium, Pori Toeschouwers: 1.510 Scheidsrechter: Peter Kralović |
| 14 oktober 2019 19.00 (UTC+3) |         | Verslag | 12' Nartey | Pori Stadium, Pori Toeschouwers: 1.510 Scheidsrechter: Peter Kralović |

|                               |                                    |         |               |                                                                                            |
| 14 oktober 2019 20.30 (UTC+3) | Roemenië                           | 3 – 0   | Noord-Ierland | Stadionul Anghel Iordănescu, Voluntari Toeschouwers: 4.067 Scheidsrechter: Nejc Kajtazović |
| 14 oktober 2019 20.30 (UTC+3) | Băluță 48' Mihăilă 59' Ciobanu 67' | Verslag | 38' Hazard    | Stadionul Anghel Iordănescu, Voluntari Toeschouwers: 4.067 Scheidsrechter: Nejc Kajtazović |

|                                |                                             |         |             |                                                                                            |
| 14 november 2019 20.00 (UTC+2) | Roemenië                                    | 4 – 1   | Finland     | Stadionul Anghel Iordănescu, Voluntari Toeschouwers: 2.325 Scheidsrechter: Robert Hennessy |
| 14 november 2019 20.00 (UTC+2) | Mihăilă 8', 16', 78' Hyvärinen 45+5' (e.d.) | Verslag | 3' Kairinen | Stadionul Anghel Iordănescu, Voluntari Toeschouwers: 2.325 Scheidsrechter: Robert Hennessy |

|                                |                             |         |                                      |                                                                        |
| 15 november 2019 18.30 (UTC+2) | Oekraïne                    | 2 – 3   | Denemarken                           | Arena Lviv, Lviv Toeschouwers: 17.321 Scheidsrechter: Adrien Jaccottet |
| 15 november 2019 18.30 (UTC+2) | Roesin 63' Tsitaisjvili 73' | Verslag | 5', 24', 59' Olsen 72' Bech Sørensen | Arena Lviv, Lviv Toeschouwers: 17.321 Scheidsrechter: Adrien Jaccottet |

|                                |                                                        |         |           |                                                                            |
| 19 november 2019 18.00 (UTC+1) | Denemarken                                             | 5 – 1   | Malta     | Nordjyske Arena, Aalborg Toeschouwers: 1.051 Scheidsrechter: Luís Teixeira |
| 19 november 2019 18.00 (UTC+1) | Larsen 1', 40' (pen.) Nelsson 4' Odgaard 15' Olsen 67' | Verslag | 44' Pulis | Nordjyske Arena, Aalborg Toeschouwers: 1.051 Scheidsrechter: Luís Teixeira |

|                              |               |         |                   |                                                                                     |
| 19 november 2019 17.30 (UTC) | Noord-Ierland | 0 – 0   | Roemenië          | Ballymena Showgrounds, Ballymena Toeschouwers: 1.641 Scheidsrechter: Kai Erik Steen |
| 19 november 2019 17.30 (UTC) |               | Verslag | 73', 79' Chindriș | Ballymena Showgrounds, Ballymena Toeschouwers: 1.641 Scheidsrechter: Kai Erik Steen |

|                                |                |         |           |                                                                          |
| 4 september 2020 18.00 (UTC+2) | Denemarken     | 1 – 1   | Oekraïne  | Nordjyske Arena, Aalborg Toeschouwers: 0 Scheidsrechter: Jochem Kamphuis |
| 4 september 2020 18.00 (UTC+2) | Jakobsen 90+4' | Verslag | 73' Sikan | Nordjyske Arena, Aalborg Toeschouwers: 0 Scheidsrechter: Jochem Kamphuis |

|                                |       |         |                          |                                                                          |
| 4 september 2020 18.00 (UTC+2) | Malta | 0 – 2   | Noord-Ierland            | Centenarystadion, Ta' Qali Toeschouwers: 0 Scheidsrechter: Michal Očenáš |
| 4 september 2020 18.00 (UTC+2) |       | Verslag | 57' Larkin 67' Parkhouse | Centenarystadion, Ta' Qali Toeschouwers: 0 Scheidsrechter: Michal Očenáš |

|                                |             |         |                                   |                                                                             |
| 4 september 2020 19.00 (UTC+3) | Finland     | 1 – 3   | Roemenië                          | Veritasstadion, Turku Toeschouwers: 0 Scheidsrechter: Anastasios Papapetrou |
| 4 september 2020 19.00 (UTC+3) | Soisalo 24' | Verslag | 21' Olaru 57' Mihăilă 84' Ciobanu | Veritasstadion, Turku Toeschouwers: 0 Scheidsrechter: Anastasios Papapetrou |

|                                |       |         |                                      |                                                                        |
| 8 september 2020 18.00 (UTC+2) | Malta | 0 – 3   | Roemenië                             | Centenarystadion, Ta' Qali Toeschouwers: 0 Scheidsrechter: Gergő Bogár |
| 8 september 2020 18.00 (UTC+2) |       | Verslag | 6' Man 41' (pen.) Costache 83' Haruț | Centenarystadion, Ta' Qali Toeschouwers: 0 Scheidsrechter: Gergő Bogár |

|                                |               |         |                  |                                                                             |
| 8 september 2020 17.00 (UTC+1) | Noord-Ierland | 0 – 1   | Denemarken       | Ballymena Showgrounds, Ballymena Toeschouwers: 0 Scheidsrechter: Igor Pajač |
| 8 september 2020 17.00 (UTC+1) |               | Verslag | 75' (pen.) Olsen | Ballymena Showgrounds, Ballymena Toeschouwers: 0 Scheidsrechter: Igor Pajač |

|                                |         |         |                          |                                                                            |
| 8 september 2020 19.00 (UTC+3) | Finland | 0 – 2   | Oekraïne                 | Olympiastadion, Helsinki Toeschouwers: 0 Scheidsrechter: Þorvaldur Árnason |
| 8 september 2020 19.00 (UTC+3) |         | Verslag | 22' Konoplja 45+2' Sikan | Olympiastadion, Helsinki Toeschouwers: 0 Scheidsrechter: Þorvaldur Árnason |

|                              |                     |         |          |                                                                        |
| 9 oktober 2020 18.30 (UTC+3) | Oekraïne            | 1 – 0   | Roemenië | Obolon Arena, Kiev Toeschouwers: 400 Scheidsrechter: Foerkat Atazjanov |
| 9 oktober 2020 18.30 (UTC+3) | Boeletsa 80' (pen.) | Verslag |          | Obolon Arena, Kiev Toeschouwers: 400 Scheidsrechter: Foerkat Atazjanov |

|                              |            |         |                                           |                                                                                       |
| 9 oktober 2020 18.00 (UTC+2) | Malta      | 1 – 3   | Denemarken                                | Centenarystadion, Ta' Qali Toeschouwers: 0 Scheidsrechter: Aristotelis Diamantopoulos |
| 9 oktober 2020 18.00 (UTC+2) | Attard 52' | Verslag | 68' Laursen 84' Damsgaard 90+3' Lindstrøm | Centenarystadion, Ta' Qali Toeschouwers: 0 Scheidsrechter: Aristotelis Diamantopoulos |

|                              |                  |         |                                      |                                                                                 |
| 9 oktober 2020 18.00 (UTC+1) | Noord-Ierland    | 2 – 3   | Finland                              | Ballymena Showgrounds, Ballymena Toeschouwers: 0 Scheidsrechter: Vítor Ferreira |
| 9 oktober 2020 18.00 (UTC+1) | O'Neill 23', 59' | Verslag | 44' Stavitski 62' Soisalo 68' Skyttä | Ballymena Showgrounds, Ballymena Toeschouwers: 0 Scheidsrechter: Vítor Ferreira |

|                               |                |         |                  |                                                                           |
| 13 oktober 2020 18.00 (UTC+2) | Denemarken     | 2 – 1   | Finland          | Nordjyske Arena, Aalborg Toeschouwers: 287 Scheidsrechter: Besfort Kasumi |
| 13 oktober 2020 18.00 (UTC+2) | Jensen 2', 60' | Verslag | 51' (pen.) Forss | Nordjyske Arena, Aalborg Toeschouwers: 287 Scheidsrechter: Besfort Kasumi |

|                               |                                                         |         |            |                                                                                      |
| 13 oktober 2020 20.00 (UTC+3) | Roemenië                                                | 4 – 1   | Malta      | Stadionul Marin Anastasovici, Giurgiu Toeschouwers: 0 Scheidsrechter: Visar Kastrati |
| 13 oktober 2020 20.00 (UTC+3) | Mățan 17' Băluță 25', 35' Man 27', 40' (pen.) Ganea 36' | Verslag | 51' Elouni | Stadionul Marin Anastasovici, Giurgiu Toeschouwers: 0 Scheidsrechter: Visar Kastrati |

|                               |               |         |          |                                                                               |
| 13 oktober 2020 18.00 (UTC+1) | Noord-Ierland | 1 – 0   | Oekraïne | Ballymena Showgrounds, Ballymena Toeschouwers: 0 Scheidsrechter: Barbeno Luca |
| 13 oktober 2020 18.00 (UTC+1) | O'Neill 61'   | Verslag |          | Ballymena Showgrounds, Ballymena Toeschouwers: 0 Scheidsrechter: Barbeno Luca |

|                                |            |         |                                                    |                                                                         |
| 13 november 2020 17.00 (UTC+1) | Malta      | 1 – 4   | Oekraïne                                           | Centenarystadion, Ta' Qali Toeschouwers: 0 Scheidsrechter: Pavel Rejžek |
| 13 november 2020 17.00 (UTC+1) | Elouni 47' | Verslag | 4', 32' Koecharevytsj 79' Milovanov 90+2' Sjevtsov | Centenarystadion, Ta' Qali Toeschouwers: 0 Scheidsrechter: Pavel Rejžek |

|                                |       |         |             |                                                                         |
| 17 november 2020 15.00 (UTC+1) | Malta | 0 – 1   | Finland     | Centenarystadion, Ta' Qali Toeschouwers: 0 Scheidsrechter: Nikola Popov |
| 17 november 2020 15.00 (UTC+1) |       | Verslag | 18' Källman | Centenarystadion, Ta' Qali Toeschouwers: 0 Scheidsrechter: Nikola Popov |

|                                |                                            |         |               |                                                                       |
| 17 november 2020 18.30 (UTC+2) | Oekraïne                                   | 3 – 0   | Noord-Ierland | Kolosstadion, Kovalivka Toeschouwers: 0 Scheidsrechter: Raoef Jabarov |
| 17 november 2020 18.30 (UTC+2) | Baboglo 68' Isajenko 70' Koecharevytsj 74' | Verslag |               | Kolosstadion, Kovalivka Toeschouwers: 0 Scheidsrechter: Raoef Jabarov |

|                                |              |         |                                |                                                                                |
| 17 november 2020 20.30 (UTC+2) | Roemenië     | 1 – 1   | Denemarken                     | Ilie Oanăstadion, Ploiești Toeschouwers: 0 Scheidsrechter: Giorgi Vadatsjkoria |
| 17 november 2020 20.30 (UTC+2) | Costache 72' | Verslag | 50' (pen.) Laursen 58' Hausner | Ilie Oanăstadion, Ploiești Toeschouwers: 0 Scheidsrechter: Giorgi Vadatsjkoria |

#### Groep 9
| Pos | Team                  | Wed | W | G | V | Ptn | DV | DT | +/− | Kwalificatie                 |       | Vlag van Duitsland | Vlag van België | Vlag van Bosnië en Herzegovina | Vlag van Wales | Vlag van Moldavië |
| --- | --------------------- | --- | - | - | - | --- | -- | -- | --- | ---------------------------- | ----- | ------------------ | --------------- | ------------------------------ | -------------- | ----------------- |
| 1   | Duitsland             | 8   | 6 | 0 | 2 | 18  | 22 | 10 | +12 | Geplaatst voor hoofdtoernooi |       |                    | 2 – 3           | 1 – 0                          | 2 – 1          | 4 – 1             |
| 2   | België                | 8   | 4 | 1 | 3 | 13  | 18 | 9  | +9  | Naar stand nummers twee      |       | 4 – 1              |                 | 0 – 0                          | 5 – 0          | 4 – 1             |
| 3   | Bosnië en Herzegovina | 8   | 3 | 2 | 3 | 11  | 9  | 7  | +2  |                              |       | 0 – 2              | 3 – 2           |                                | 1 – 0          | 4 – 0             |
| 4   | Wales                 | 8   | 3 | 0 | 5 | 9   | 8  | 15 | −7  |                              | 1 – 5 | 1 – 0              | 1 – 0           |                                | 3 – 0          |                   |
| 5   | Moldavië              | 8   | 2 | 1 | 5 | 7   | 6  | 22 | −16 |                              | 0 – 5 | 1 – 0              | 1 – 1           | 2 – 1                          |                |                   |

|                             |                                              |         |          |                                                                            |
| 26 maart 2019 17.00 (UTC+1) | Bosnië en Herzegovina                        | 4 – 0   | Moldavië | Stadion Grbavica, Sarajevo Toeschouwers: 336 Scheidsrechter: Zbyněk Proske |
| 26 maart 2019 17.00 (UTC+1) | Šerbečić 23' Mustedanagić 44', 55' Ćavar 73' | Verslag |          | Stadion Grbavica, Sarajevo Toeschouwers: 336 Scheidsrechter: Zbyněk Proske |

|                                |            |         |        |                                                                            |
| 6 september 2019 17.00 (UTC+1) | Wales      | 1 – 0   | België | Racecourse Ground, Wrexham Toeschouwers: 304 Scheidsrechter: Danilo Grujić |
| 6 september 2019 17.00 (UTC+1) | Johnson 3' | Verslag |        | Racecourse Ground, Wrexham Toeschouwers: 304 Scheidsrechter: Danilo Grujić |

|                                 |         |       |                       |                                                                    |
| 10 september 2019 20.00 (UTC+2) | België  | 0 – 0 | Bosnië en Herzegovina | Den Dreef, Leuven Toeschouwers: 823 Scheidsrechter: Volen Tsjinkov |
| 10 september 2019 20.00 (UTC+2) | Verslag |       |                       | Den Dreef, Leuven Toeschouwers: 823 Scheidsrechter: Volen Tsjinkov |

|                                 |                   |         |                                           |                                                                            |
| 10 september 2019 19.00 (UTC+1) | Wales             | 1 – 5   | Duitsland                                 | Racecourse Ground, Wrexham Toeschouwers: 841 Scheidsrechter: Tomasz Musiał |
| 10 september 2019 19.00 (UTC+1) | Harris 48' (pen.) | Verslag | 19', 24', 29' Hack 41' Eggestein 50' Fein | Racecourse Ground, Wrexham Toeschouwers: 841 Scheidsrechter: Tomasz Musiał |

|                               |                                        |         |               |                                                                |
| 11 oktober 2019 17.00 (UTC+3) | Moldavië                               | 2 – 1   | Wales         | CSR Orhei, Orhei Toeschouwers: 350 Scheidsrechter: Ümit Öztürk |
| 11 oktober 2019 17.00 (UTC+3) | Ursu 17', 54' Belousov 41', 47' (pen.) | Verslag | 24' Broadhead | CSR Orhei, Orhei Toeschouwers: 350 Scheidsrechter: Ümit Öztürk |

|                               |                       |         |                       |                                                                    |
| 15 oktober 2019 18.00 (UTC+2) | Bosnië en Herzegovina | 0 – 2   | Duitsland             | Bilino Polje, Zenica Toeschouwers: 2.500 Scheidsrechter: Jens Maae |
| 15 oktober 2019 18.00 (UTC+2) |                       | Verslag | 29' Kilian 79' Nmecha | Bilino Polje, Zenica Toeschouwers: 2.500 Scheidsrechter: Jens Maae |

|                               |                                                          |         |                   |                                                                    |
| 15 oktober 2019 20.00 (UTC+2) | België                                                   | 4 – 1   | Moldavië          | Den Dreef, Leuven Toeschouwers: 886 Scheidsrechter: Kaspar Sjöberg |
| 15 oktober 2019 20.00 (UTC+2) | Openda 9' Antonucci 29' Vanheusden 76' Doku 90+1' (pen.) | Verslag | 33', 81' Cojocaru | Den Dreef, Leuven Toeschouwers: 886 Scheidsrechter: Kaspar Sjöberg |

|                                |                            |         |                                |                                                                                                |
| 17 november 2019 16.00 (UTC+1) | Duitsland                  | 2 – 3   | België                         | Schwarzwald-Stadion, Freiburg im Breisgau Toeschouwers: 16.504 Scheidsrechter: Fábio Veríssimo |
| 17 november 2019 16.00 (UTC+1) | Schlotterbeck 38' Ache 81' | Verslag | 26' Vanheusden 43', 70' Openda | Schwarzwald-Stadion, Freiburg im Breisgau Toeschouwers: 16.504 Scheidsrechter: Fábio Veríssimo |

|                              |            |         |                       |                                                                                 |
| 19 november 2019 16.00 (UTC) | Wales      | 1 – 0   | Bosnië en Herzegovina | Racecourse Ground, Wrexham Toeschouwers: 1.282 Scheidsrechter: Georgios Kominis |
| 19 november 2019 16.00 (UTC) | Cullen 71' | Verslag |                       | Racecourse Ground, Wrexham Toeschouwers: 1.282 Scheidsrechter: Georgios Kominis |

|                                |                                                               |         |                |                                                                        |
| 3 september 2020 18.15 (UTC+2) | Duitsland                                                     | 4 – 1   | Moldavië       | Brita-Arena, Wiesbaden Toeschouwers: 0 Scheidsrechter: Nejc Kajzatović |
| 3 september 2020 18.15 (UTC+2) | Berisha 10' L. Nmecha 62' (pen.) Schlotterbeck 74' Krüger 79' | Verslag | 85' Carastoian | Brita-Arena, Wiesbaden Toeschouwers: 0 Scheidsrechter: Nejc Kajzatović |

|                                |                       |         |       |                                                                                       |
| 4 september 2020 16.30 (UTC+2) | Bosnië en Herzegovina | 1 – 0   | Wales | Trening centar Zenica - NFSBiH, Zenica Toeschouwers: 0 Scheidsrechter: Mykola Balakin |
| 4 september 2020 16.30 (UTC+2) | Resić 74'             | Verslag |       | Trening centar Zenica - NFSBiH, Zenica Toeschouwers: 0 Scheidsrechter: Mykola Balakin |

|                                |                                                          |         |                                 |                                                                  |
| 8 september 2020 16.00 (UTC+2) | België                                                   | 4 – 1   | Duitsland                       | Den Dreef, Leuven Toeschouwers: 0 Scheidsrechter: Michael Fabbri |
| 8 september 2020 16.00 (UTC+2) | Ndayishimiye 19', 59' (pen.) De Ketelaere 50' Openda 76' | Verslag | 19' Pieper 31' (pen.) L. Nmecha | Den Dreef, Leuven Toeschouwers: 0 Scheidsrechter: Michael Fabbri |

|                                |                    |         |                       |                                                                               |
| 8 september 2020 19.00 (UTC+3) | Moldavië           | 1 – 1   | Bosnië en Herzegovina | Stadionul Zimbru, Chisinau Toeschouwers: 0 Scheidsrechter: Sebastian Gishamer |
| 8 september 2020 19.00 (UTC+3) | Crăciun 87' (pen.) | Verslag | 50' Beganović         | Stadionul Zimbru, Chisinau Toeschouwers: 0 Scheidsrechter: Sebastian Gishamer |

|                              |                   |         |                                                               |                                                                          |
| 9 oktober 2020 19.15 (UTC+3) | Moldavië          | 0 – 5   | Duitsland                                                     | Stadionul Zimbru, Chisinau Toeschouwers: 0 Scheidsrechter: Ferenc Karakó |
| 9 oktober 2020 19.15 (UTC+3) | Țurcan 61', 90+1' | Verslag | 19', 25' (pen.) L. Nmecha 41' Özcan 67' Burkardt 90+2' Kother | Stadionul Zimbru, Chisinau Toeschouwers: 0 Scheidsrechter: Ferenc Karakó |

|                              |                                                                         |         |       |                                                                     |
| 9 oktober 2020 20.00 (UTC+2) | België                                                                  | 5 – 0   | Wales | Den Dreef, Leuven Toeschouwers: 0 Scheidsrechter: Emmanouil Skoulas |
| 9 oktober 2020 20.00 (UTC+2) | Ndayishimiye 17' (pen.) Lokonga 20', 34' Bataille 77' Openda 81' (pen.) | Verslag |       | Den Dreef, Leuven Toeschouwers: 0 Scheidsrechter: Emmanouil Skoulas |

|                               |             |         |        |                                                                               |
| 13 oktober 2020 17.00 (UTC+3) | Moldavië    | 1 – 0   | België | Malaya Sportivnaya Arena, Tiraspol Toeschouwers: 0 Scheidsrechter: Pavel Orel |
| 13 oktober 2020 17.00 (UTC+3) | Furtună 38' | Verslag |        | Malaya Sportivnaya Arena, Tiraspol Toeschouwers: 0 Scheidsrechter: Pavel Orel |

|                               |               |         |                       |                                                                        |
| 13 oktober 2020 18.15 (UTC+2) | Duitsland     | 1 – 0   | Bosnië en Herzegovina | Sportpark Ronhof, Fürth Toeschouwers: 0 Scheidsrechter: Boris Marhefka |
| 13 oktober 2020 18.15 (UTC+2) | L. Nmecha 29' | Verslag |                       | Sportpark Ronhof, Fürth Toeschouwers: 0 Scheidsrechter: Boris Marhefka |

|                              |                                              |         |          |                                                                            |
| 13 november 2020 17.00 (UTC) | Wales                                        | 3 – 0   | Moldavië | Racecourse Ground, Wrexham Toeschouwers: 0 Scheidsrechter: Loukas Sotiriou |
| 13 november 2020 17.00 (UTC) | Taylor 61' Broadhead 77' (pen.) Touray 90+3' | Verslag |          | Racecourse Ground, Wrexham Toeschouwers: 0 Scheidsrechter: Loukas Sotiriou |

|                                |                               |         |                              |                                                                                  |
| 17 november 2020 18.15 (UTC+1) | Bosnië en Herzegovina         | 3 – 2   | België                       | Asim Ferhatović Hasestadion, Sarajevo Toeschouwers: 0 Scheidsrechter: Yigal Frid |
| 17 november 2020 18.15 (UTC+1) | Savić 29' Resić 31' Kovač 70' | Verslag | 7' De Smet 90' (pen.) Openda | Asim Ferhatović Hasestadion, Sarajevo Toeschouwers: 0 Scheidsrechter: Yigal Frid |

|                                |                                   |         |            |                                                                                  |
| 17 november 2020 18.15 (UTC+1) | Duitsland                         | 2 – 1   | Wales      | Eintracht-Stadion, Braunschweig Toeschouwers: 0 Scheidsrechter: Arman Ismoeratov |
| 17 november 2020 18.15 (UTC+1) | L. Nmecha 17' (pen.) Burkardt 26' | Verslag | 34' Harris | Eintracht-Stadion, Braunschweig Toeschouwers: 0 Scheidsrechter: Arman Ismoeratov |

### Stand nummers twee
Bij de bepaling van de beste nummers twee uit alle groepen, werden de resultaten tegen de nummers zes niet meegeteld. In totaal werd er dus gekeken naar acht gespeelde wedstrijden in elke groep. De vijf beste nummers twee kwalificeerden zich voor het hoofdtoernooi.
| Pos | Grp | Team            | Wed | W | G | V | Ptn | DV | DT | +/− | Kwalificatie                     |
| --- | --- | --------------- | --- | - | - | - | --- | -- | -- | --- | -------------------------------- |
| 1   | 7   | Portugal        | 8   | 7 | 0 | 1 | 21  | 22 | 9  | +13 | Geplaatst voor het hoofdtoernooi |
| 2   | 2   | Zwitserland     | 8   | 7 | 0 | 1 | 21  | 18 | 8  | +10 | Geplaatst voor het hoofdtoernooi |
| 3   | 1   | IJsland         | 8   | 5 | 0 | 3 | 15  | 14 | 12 | +2  | Geplaatst voor het hoofdtoernooi |
| 4   | 4   | Kroatië         | 8   | 4 | 2 | 2 | 14  | 20 | 7  | +13 | Geplaatst voor het hoofdtoernooi |
| 5   | 8   | Roemenië        | 8   | 4 | 2 | 2 | 14  | 15 | 6  | +9  | Geplaatst voor het hoofdtoernooi |
| 6   | 5   | Polen           | 8   | 4 | 2 | 2 | 14  | 15 | 7  | +8  |                                  |
| 7   | 9   | België          | 8   | 4 | 1 | 3 | 13  | 18 | 9  | +9  |                                  |
| 8   | 6   | Noord-Macedonië | 8   | 3 | 3 | 2 | 12  | 16 | 10 | +6  |                                  |
| 9   | 3   | Oostenrijk      | 8   | 4 | 0 | 4 | 12  | 17 | 15 | +2  |                                  |

## Play-offs
De loting voor de play-offs stond oorspronkelijk gepland voor 16 oktober 2020 op het UEFA-hoofdkantoor in Nyon, Zwitserland, om de wedstrijden en volgordes daarvan te bepalen. Tussen 9 en 17 november 2020 zouden de play-offs worden gespeeld, waarbij de vier winnaars zich vervolgens konden plaatsen voor het hoofdtoernooi. Vanwege de coronapandemie besloot de UEFA later om de play-offs echter te annuleren.

## Doelpuntenmakers
13 doelpunten
- Eddie Nketiah

11 doelpunten
- Odsonne Édouard

10 doelpunten
- Dani de Wit

9 doelpunten
- Andi Zeqiri

8 doelpunten
- Myron Boadu
- Kaj Sierhuis

7 doelpunten
- Andreas Skov Olsen
- Lukas Nmecha
- Luka Ivanušec
- Halil Dervişoğlu

6 doelpunten
- Loïs Openda
- Gianluca Scamacca
- Jesper Karlsson

5 doelpunten
- Sveinn Aron Guðjohnsen
- Sandro Kulenović
- Marko Regža
- Jani Atanasov
- Jørgen Strand Larsen
- Fábio Vieira
- Valentin Mihăilă

4 doelpunten
- Jordi Aláez
- Stanislav Ivanov
- Tonislav Jordanov
- Callum Hudson-Odoi
- Stefan Radosavljevic
- Jeff Reine-Adélaïde
- Troy Parrott
- Oralchan Omirtajev
- Lovro Majer
- Nikola Moro
- Petar Musa
- Nikola Krstović
- Darko Čurlinov
- Dimitar Mitrovski
- Kristian Thorstvedt
- Sandi Lovrić
- Hannes Wolf
- Patryk Klimala
- Dany Mota
- Fjodor Tsjalov
- Fraser Hornby
- Connor McLennan
- Christián Herc
- Ľubomír Tupta
- Dan Ndoye

3 doelpunten
- Cucu
- Baris Ekinjier
- Mike Trésor Ndayishimiye
- Robin Hack
- Phil Foden
- Reiss Nelson
- Petur Knudsen
- Onni Valakari
- Benjamin Källman
- Amine Gouiri
- Giorgi Arabidze
- Adam Idah
- Willum Þór Willumsson
- Eylon Almog
- Tomer Yosefi
- Patrick Cutrone
- Moise Kean
- Riccardo Sottil
- Mirlind Daku
- Kristijan Bistrović
- Jurgen Ekkelenkamp
- Cody Gakpo
- Teun Koopmeiners
- Paul O'Neill
- Mykola Koecharevytsj
- Nicolas Meister
- Marko Raguž
- Mateusz Bogusz
- Jota
- Diogo Queirós
- Dennis Man
- Igor Divejev
- Dejan Joveljić
- Dávid Strelec
- Dani Olmo
- Václav Drchal
- Adam Hložek
- Ivan Bachar
- Pavel Klenjo
- Emil Hansson

2 doelpunten
- Emiliano Bullari
- Ernest Muçi
- Adolf Selmani
- Shaqir Tafa
- Christian García
- Albert Lokonga
- Zinho Vanheusden
- Zinedin Mustedanagić
- Ševkija Resić
- Kalojan Krastev
- Ruel Sotiriou
- Jacob Bruun Larsen
- Jens Odgaard
- Victor Jensen
- Nikolai Laursen
- Jonathan Burkardt
- Nico Schlotterbeck
- Mikael Soisalo
- Houssem Aouar
- Romain Faivre
- Irakli Boegridze
- Davit Samoerkasovi
- Noegzar Spanderasjvili
- Giannis Bouzoukis
- Argyris Kampetsis
- Vangelis Pavlidis
- Zachary Elbouzedi
- Ísak Ólafsson
- Jón Dagur Þorsteinsson
- Tai Baribo
- Andrea Pinamonti
- Tommaso Pobega
- Giacomo Raspadori
- Ramazan Karïmov
- Darko Nejašmić
- Dario Špikić
- Noah Frick
- Svajūnas Čyžas
- Kenan Avdusinovic
- Omar Elouni
- Alexandr Belousov
- Milutin Osmajić
- Ilija Vukotić
- Rick van Drongelen
- Calvin Stengs
- Deyovaisio Zeefuik
- Milan Ristovski
- Birk Risa
- Nazarij Roesin
- Danylo Sikan
- Georgi Tsitaisjvili
- Christoph Baumgartner
- Marco Friedl
- Marco Grüll
- Patryk Dziczek
- Gedson Fernandes
- Diogo Leite
- Pedro Neto
- Pote
- Andrei Ciobanu
- Adrian Petre
- Valentin Costache
- Maksim Gloesjenkov
- Konstantin Koetsjajev
- Magomed-Sjapi Soelejmanov
- Glenn Middleton
- Luka Adžić
- Luka Ilić
- Ján Bernát
- Brahim Díaz
- Roberto López
- Adrià Pedrosa
- Pavel Bucha
- Dominik Janošek
- Ondřej Šašinka
- Mert Müldür
- Güven Yalçın
- Nathan Broadhead
- Mark Harris
- Denis Gretsjicho
- Paulos Abraham
- Pontus Almqvist
- Viktor Gyökeres
- Dejan Kulusevski
- Jake Larsson
- Mattias Svanberg
- Jérémy Guillemenot
- Noah Okafor
- Filip Stojilković

1 doelpunt
- Enis Çokaj
- Omar Imeri
- Sherif Kallaku
- Leonardo Maloku
- Arbnor Mucolli
- Din Sula
- Indrit Tuci
- Giacomo Vrioni
- Albert Rosas
- Arthur Danieljan
- Hovhannes Harutjunjan
- Karen Melkonjan
- Rudik Mkrtchjan
- Tural Bayramov
- Mert Çelik
- Ozan Kökçü
- Francesco Antonucci
- Jelle Bataille
- Charles De Ketelaere
- Thibault De Smet
- Jérémy Doku
- Amar Beganović
- Marijan Ćavar
- Stefan Kovač
- Milan Savić
- Besim Šerbečić
- Zdravko Dimitrov
- Ilian Iliev
- Lachezar Kotev
- Ertan Tombak
- Panayiotis Artymatas
- Andreas Neophytou
- Marios Peratikos
- Paris Polikarpou
- Jack Roles
- Christos Shelis
- Mikkel Damsgaard
- Emil Riis Jakobsen
- Jesper Lindstrøm
- Nikolas Nartey
- Victor Nelsson
- Andreas Poulsen
- Ragnar Ache
- Mërgim Berisha
- Johannes Eggestein
- Adrian Fein
- Luca Kilian
- Dominik Kother
- Florian Krüger
- Salih Özcan
- Jude Bellingham
- Josh Dasilva
- Tom Davies
- Conor Gallagher
- Ben Godfrey
- Curtis Jones
- James Justin
- Jamal Musiala
- Ryan Sessegnon
- Ben Wilmot
- Sten Reinkort
- Markus Soomets
- Ander Ott Valge
- Jákup Andreasen
- Jonn Johannesen
- Mads Mikkelsen
- Hugin Samuelsen
- Jasin-Amin Assehnoun
- Marcus Forss
- Kaan Kairinen
- Timo Stavitski
- Naatan Skyttä
- Colin Dagba
- Jonathan Ikoné
- Randal Kolo
- Jules Koundé
- Isaac Lihadji
- Arnaud Nordin
- Dan-Axel Zagadou
- Vato Arveladze
- Giorgi Goeliasjvili
- Beka Kavtaradze
- Giorgi Kochreidze
- Giorgi Koetsia
- Chvitsja Kvaratschelia
- Anzor Mekvabisjvili
- Efthymis Christopoulos
- Dimitrios Emmanouilidis
- Dimitris Nikolaou
- Marios Vrousai
- Neil Farrugia
- Joshua Kayode
- Jamie Lennon
- Conor Masterson
- Lee O'Connor
- Valdimar Þór Ingimundarson
- Jónatan Ingi Jónsson
- Ari Leifsson
- Brynjólfur Darri Willumsson
- Shay Elias
- Eden Karzev
- Yonas Malede
- Itamar Shviro
- Enrico Del Prato
- Manuel Locatelli
- Youssef Maleh
- Riccardo Marchizza
- Marco Tumminello
- Niccolò Zanellato
- Elchan Astanov
- Dmitri Batsjek
- Akmal Bachtiarov
- Vladislav Prokopenko
- Jerkeboelan Sejdachmet
- Vjatsjeslav Sjvyrjov
- Eris Abedini
- Blendi Baftiu
- Ardit Gashi
- Lirim Kastrati
- Lirim Mema
- Arbenit Xhemajli
- Joško Gvardiol
- Ivan Posavec
- Vinko Soldo
- Boško Šutalo
- Marin Šverko
- Dario Vizinger
- Kristaps Liepa
- Kristers Lūsiņš
- Menderes Caglar
- Domantas Antanavičius
- Renatas Banevičius
- Edgaras Dubickas
- Edvinas Kloniūnas
- Linas Mėgelaitis
- Nauris Petkevičius
- Karolis Uzėla
- Seid Korac
- Ayrton Attard
- Nicholas Pulis
- Artiom Carastoian
- Maxim Cojocaru
- Artur Crăciun
- Denis Furtună
- Marko Rakonjac
- Meris Skenderović
- Ryan Gravenberch
- Abdou Harroui
- Ferdi Kadıoğlu
- Noa Lang
- Daishawn Redan
- Jake Dunwoody
- Ross Larkin
- David Parkhouse
- Lewis Thompson
- Kristijan Ackovski
- Erdon Daci
- Marko Gjorgjievski
- Esmin Lichina
- Bojan Miovski
- Emil Bohinen
- Jens Petter Hauge
- Tobias Heintz
- Vladislav Baboglo
- Sergij Boeletsa
- Jevchen Isajenko
- Joechym Konoplja
- Bohdan Ljednjev
- Bogdan Milovanov
- Illja Sjevtsov
- Dmytro Topalov
- Kelvin Arase
- Kevin Danso
- Patrick Schmidt
- Maximilian Wöber
- Bartosz Białek
- Bartosz Bida
- Karol Fila
- Robert Gumny
- Kamil Jóźwiak
- Jakub Kamiński
- Jakub Piotr Kiwior
- Przemysław Płacheta
- Paweł Tomczyk
- Vítor Ferreira
- João Mário
- Rafael Leão
- Gonçalo Ramos
- Francisco Trincão
- Tudor Băluță
- Florinel Coman
- George Ganea
- Denis Haruț
- Olimpiu Moruțan
- Alexandru Mățan
- Darius Olaru
- Danil Glebov
- Roman Jevgenjev
- Nikita Kaloegin
- Danil Kroegovoj
- Daniil Lesovoj
- Aleksandr Lomovitski
- Najl Oemjarov
- Daniil Oetkin
- Allan Campbell
- Harrison Ashby
- Barry Maguire
- Ross McCrorie
- David Turnbull
- Ivan Ilić
- Erhan Mašović
- Veljko Nikolić
- Filip Stuparević
- Slobodan Tedić
- Ladislav Almási
- Martin Gamboš
- Miroslav Gono
- Jakub Kadák
- Peter Kolesár
- Ivan Mesík
- Kristián Vallo
- Ander Barrenetxea
- Aitor Buñuel
- Marc Cucurella
- Hugo Duro
- Manu García
- Daniel Gómez
- Hugo Guillamón
- Jon Moncayola
- Óscar
- Libor Holík
- Pavel Šulc
- Antonín Vaníček
- Berkay Özcan
- Doğukan Sinik
- İlker Yüksel
- Berat Özdemir
- Liam Cullen
- Brennan Johnson
- Terry Taylor
- Momodou Touray
- Andrej Alsjanik
- Roman Davyskiba
- Artsjom Pjatrenka
- Dmitri Podstrelov
- Pavel Sedko
- Artjom Sjkoerdjoek
- Ilja Sjkoerin
- Felix Beijmo
- August Erlingmark
- Gustav Henriksson
- Svante Ingelsson
- Amin Sarr
- Max Svensson
- Nedim Bajrami
- Kastriot Imeri
- Jordan Lotomba
- Petar Pusic
- Silvan Sidler
- Bastien Toma
- Ruben Vargas

1 eigen doelpunt
- Magnus Villota (tegen Rusland)
- Juho Hyvärinen (tegen Roemenië)
- Ilia Beriasjvili (tegen Frankrijk)
- Sagadat Toersynbaj (tegen Montenegro)
- Rafael Grünenfelder (tegen Slowakije)
- Martin Marxer (tegen Frankrijk)
- Roman Spirig (tegen Frankrijk)
- Fabian Unterrainer (tegen Slowakije)
- Andreas Vella (tegen Finland)
- Nikola Serafimov (tegen Spanje)
- Igor Divejev (tegen Polen)
- Alessandro Tosi (tegen Schotland)
- Lukáš Fabiš (tegen Georgië)
- Hüseyin Türkmen (tegen Engeland)
- Dmitri Pristsjepa (tegen Portugal)

2 eigen doelpunten
- Ari Leifsson (tegen Ierland en Zweden)